# Liste der Baudenkmale in Cuxhaven
In der Liste der Baudenkmale in Cuxhaven sind alle Baudenkmale der niedersächsischen Gemeinde Cuxhaven ohne deren Außenbezirke aufgelistet. Die Baudenkmale der Außenbezirke befinden sich in der Liste der Baudenkmale der Außenbezirke der Stadt Cuxhaven. Die Quelle der Baudenkmale ist der Denkmalatlas Niedersachsen. Der Stand der Liste ist der 27. November 2023.

## Allgemein
In den Spalten befinden sich folgende Informationen:
- Lage: die Adresse des Baudenkmales und die geographischen Koordinaten. Kartenansicht, um Koordinaten zu setzen. In der Kartenansicht sind Baudenkmale ohne Koordinaten mit einem roten Marker dargestellt und können in der Karte gesetzt werden. Baudenkmale ohne Bild sind mit einem blauen Marker gekennzeichnet, Baudenkmale mit Bild mit einem grünen Marker.
- Bezeichnung: Bezeichnung des Baudenkmales
- Beschreibung: die Beschreibung des Baudenkmales. Unter § 3 Abs. 2 NDSchG werden Einzeldenkmale und unter § 3 Abs. 3 NDSchG Gruppen baulicher Anlagen und deren Bestandteile ausgewiesen.
- ID: die Objekt-ID des Baudenkmales
- Bild: ein Bild des Baudenkmales, ggf. zusätzlich mit einem Link zu weiteren Fotos des Baudenkmals im Medienarchiv Wikimedia Commons. Wenn man auf das Kamerasymbol klickt, können Fotos zu Baudenkmalen aus dieser Liste hochgeladen werden:

## Baudenkmale

### Gruppe: Verw.Bauten Altenwalder Chaussee 2
Die Gruppe „Verw.Bauten Altenwalder Chaussee 2“ hat die ID 40683588.

| Lage                                                 | Bezeichnung  | Beschreibung | ID       | Bild           |
| ---------------------------------------------------- | ------------ | --- | -------- | -------------- |
| Altenwalder Chaussee 2 53° 51′ 20″ N, 8° 41′ 34″ O   | Krankenhaus  | In der Altenwalder Chaussee 2 befand sich bis 2016 Sitz des Stadtarchivs Cuxhaven. Ursprünglich war es das Garnisonlazarett. Langgestreckter eingeschossiger Backsteinbau mit zweigeschossigem, leicht vorgezogenem, fünfachsigem Mitteltrakt unter weit auskragenden flachen Walmdächern. Mit hohem Sockelgeschoss, Fassaden durch ein Gurtgesims und die gleichmäßige Reihung segmentbogiger Fenster schlicht strukturiert. Erbaut 1899 | 12086757 | Weitere Bilder |
| Altenwalder Chaussee 2a 53° 51′ 21″ N, 8° 41′ 35″ O  | Nebengebäude | Eingeschossiger Backsteinbau auf hohem Sockelgeschoss unter flachem, weit überstehendem Walmdach. Erbaut als Nebengebäude zum Krankenhaus, vermutlich 1899. | 12088265 | Weitere Bilder |
| Altenwalder Chaussee 2 b 53° 51′ 20″ N, 8° 41′ 37″ O | Krankenhaus  | Langgestreckter zweigeschossiger hoher Backsteinbau unter flachem Dach mit stark gekehlten Überständen; mit einem Quertrakt im Osten und umlaufend unterschiedlich weit vortretenden Gebäudeteilen sowie Risaliten. Fassaden bestimmt durch die die Vertikale betonende Gliederung einer engen Abfolge geschossübergreifender, rundbogiger Blendnischen, in denen die im Sturz mit geometrischen Ornamenten geschmückten Rechteckfenster liegen. Strenge Putzornamentik (Mäander) an der Dachkehle. Erbaut 1918/19 als Garnisonslazarett und Erweiterung des Krankenhauses an der Altenwalder Chaussee. | 12086770 | Weitere Bilder |

### Gruppe: Wohnhäuser Am Seedeich 8, 9, 11, 12, 13
Die Gruppe „Wohnhäuser Am Seedeich 8, 9, 11, 12, 13“ hat die ID 40683960.

| Lage                                       | Bezeichnung      | Beschreibung | ID       | Bild           |
| ------------------------------------------ | ---------------- | --- | -------- | -------------- |
| Am Seedeich 12 53° 52′ 16″ N, 8° 42′ 11″ O | Mehrfamilienhaus | Dreigeschossiger vollunterkellerter Massivbau von 1908 mit schiefergedecktem Walmdach. Fassaden verputzt und akzentuiert durch verschiedene Erker, an der Nordostecke turmartig ausgebildet mit schiefergedeckter Haube. Stuckierungen u.a. in den Brüstungsfeldern der Fenster. | 12086913 | Weitere Bilder |
| Am Seedeich 13 53° 52′ 16″ N, 8° 42′ 11″ O | Mehrfamilienhaus | Dreigeschossiger vollunterkellerter Massivbau von 1912 mit schiefergedecktem Mansarddach. In der Straßenfassade ein fünfgeschossiger übergiebelter Risalit mit dreigeschossigem Erker, mit Eingangsbereich integriert und oben mit einem Balkon abschließend; an der Westseite der Straßenfassade ein viergeschossiger polygonaler Turm mit Helm in Schieferdeckung, Fassaden verputzt, einzelne Akzente (Sockel, Balkone) in Backstein | 12086926 | Weitere Bilder |

### Gruppe: Wohn- und Geschäftshäuser Bahnhofstr.12,14-16
Die Gruppe „Wo/Geschäftshs.Bahnhofstr.12,14-16“ hat die ID 40684054.

| Lage                                        | Bezeichnung          | Beschreibung | ID       | Bild |
| ------------------------------------------- | -------------------- | --- | -------- | ---- |
| Bahnhofstraße 12 53° 51′ 42″ N, 8° 42′ 2″ O | Wohn-/ Geschäftshaus | Dreigeschossiger Massivbau von 1905 mit Neorokoko- und Jugendstil-Elementen                                                         | 12089054 |      |
| Bahnhofstraße 14 53° 51′ 42″ N, 8° 42′ 3″ O | Wohn-/ Geschäftshaus | Viergeschossiger Massivbau von 1904 nach Entwurf von Rudolph Glocke mit Neorokoko- und Jugendstil-Elementen und seitlichem Türmchen | 12088963 |      |

### Gruppe: Wohn- und Geschäftshäuser Catharinenstraße
Die Gruppe hat die ID 40683732. Ein- bis viergeschossige massiv erbaute Wohnhäuser, konzipiert als Ein- und Mehrfamilienhäuser entlang der West- und Ostseite der Catharinenstraße.

| Lage                                            | Bezeichnung         | Beschreibung | ID       | Bild |
| ----------------------------------------------- | ------------------- | --- | -------- | ---- |
| Catharinenstraße 2 53° 52′ 21″ N, 8° 41′ 44″ O  | Wohnhaus            | Giebelständiger eingeschossiger Massivbau mit schon bauzeitlich ausgebautem Drempelgeschoss, unter Satteldach in Schieferdeckung. Straßenfassade schlicht mit Stuck in Form eines Zwischengesimses, Fensterrahmungen sowie drei Medaillons mit figürlichen Darstellungen. Erbaut 1898. Wintergarten im südlichen Teil der Ostfassade nachträglich. | 12090469 |      |
| Catharinenstraße 3 53° 52′ 20″ N, 8° 41′ 44″ O  | Wohnhaus            | Traufständiger eingeschossiger Massivbau mit Drempelgeschoss und einem zweiachsigen zweigeschossigen außermittigen Risalit in der Straßenfassade; unter Satteldächern in Schieferdeckung. Straßenfassade schlicht mit Stuck in Form eines Zwischengesimses und Fensterrahmungen; Eingang seitlich an der Nordseite. Erbaut 1898. Wintergarten im südlichen Teil der Ostfassade vorgesetzt.                                                                | 12090482 |      |
| Catharinenstraße 4 53° 52′ 20″ N, 8° 41′ 43″ O  | Wohnhaus            | Traufständiger eingeschossiger Massivbau mit Drempelgeschoss und einem mittigen Zwerchhaus in der straßenseitigen Dachfläche. Unter Satteldächern in Schieferdeckung. Straßenfassade schlicht mit Stuck in Form eines Zwischengesimses, Fensterrahmungen und Schein-Eckquaderung. Der Eingang mittig, hier davor ein hölzerner Windfang mit Glas. Erbaut 1898.                                                                                            | 12090495 |      |
| Catharinenstraße 5 53° 52′ 19″ N, 8° 41′ 43″ O  | Wohnhaus            | Eingeschossiger Massivbau mit hohem Mansarddach und zweigeschossigem Teil im Norden. Fassaden verputzt, die Straßenfassade mit Stuckdekor in Form von Scheinquaderung an den Ecken, einem Zwischengesims und Fensterrahmungen. Mansarde mit Metallaufsatz und Gaube. Wintergartenanbau im südlichen Teil der Straßenfassade. Erbaut 1898 (i). | 12090222 |      |
| Catharinenstraße 6 53° 52′ 19″ N, 8° 41′ 43″ O  | Mehrfamilienhaus    | Viergeschossiger vierachsiger verputzter Massivbau mit flach geneigtem Pultdach, erbaut 1898 als zweigeschossiges Wohnhaus, 1906 aufgestockt | 12090235 |      |
| Catharinenstraße 7 53° 52′ 19″ N, 8° 41′ 43″ O  | Mehrfamilienhaus    | Giebelständiger zweigeschossiger Massivbau mit ausgebautem Drempelgeschoss. Mit weit überstehendem schiefergedecktem Satteldach mit Freigespärre, Fassaden verputzt. Straßenseitige Fassade mit Scheinquaderung im Erdgeschoss und Stuckrahmungen der Fenster im Ober- und Dachgeschoss. Erbaut 1898. | 12090248 |      |
| Catharinenstraße 8 53° 52′ 18″ N, 8° 41′ 43″ O  | Wohnhaus            | Giebelständiger eingeschossiger Massivbau mit ausgebautem Drempelgeschoss und Satteldach in Schieferdeckung. Fassaden verputzt. Straßenfassade mit schlichten Fenstereinfassungen, Gesimsbändern und Konsolen am Ortgang. Erbaut 1898. | 12090261 |      |
| Catharinenstraße 9 53° 52′ 18″ N, 8° 41′ 42″ O  | Wohnhaus            | Zweigeschossiger Massivbau unter schiefergedecktem flachem Walmdach. Fassaden verputzt, Straßenfassade mit Scheinquaderung im Erdgeschoss, Gesimsbändern und Fenstereinfassungen im Obergeschoss. Erbaut 1898. | 12090274 |      |
| Catharinenstraße 10 53° 52′ 18″ N, 8° 41′ 42″ O | Wohnhaus            | Traufständiger zweigeschossiger unterkellerter Massivbau unter schiefergedecktem Satteldach, mit zwei straßenseitigen, unterschiedlich weit vorgezogenen Risaliten unter eigenen mit Freigespärre weit vorkragenden Satteldächern in Schieferdeckung. Schlichte verputzte Fassaden, Sockelgeschoss mit Scheinquaderung, darüber nur schlichte Gesimsbänder. Erbaut 1898.                                                                                  | 12090287 |      |
| Catharinenstraße 11 53° 52′ 17″ N, 8° 41′ 42″ O | Wohnhaus            | Giebelständiger eingeschossiger Massivbau mit ausgebautem Drempelgeschoss; vorkragendes Satteldach mit Freigespärre in Schieferdeckung. Straßenfassade schlicht mit Stuck in Form eines Zwischengesimses, rundbogige Fensterrahmungen und Schein-Eckquaderung. Der Eingang seitlich im Norden. Erbaut 1898. Eingeschossiger Erker mittig der Ostfassade vorgesetzt.                                                                                       | 12090300 |      |
| Catharinenstraße 12 53° 52′ 17″ N, 8° 41′ 41″ O | Wohnhaus            | Giebelständiger eingeschossiger unterkellerter Massivbau mit Drempelgeschoss, unter weit überstehendem Satteldach mit Freigespärre in Schieferdeckung. Fassaden verputzt, Sockelgeschoss mit Scheinquaderung in Bossenform, Straßenfassade schlicht mit Stuck in Form von Gesimsen, Fensterrahmungen und Schein-Eckquaderung. Der Eingang seitlich. Erbaut 1898.                                                                                          | 12090313 |      |
| Catharinenstraße 13 53° 52′ 16″ N, 8° 41′ 41″ O | Wohnhaus            | Traufständiger zweigeschossiger Massivbau unter schiefergedecktem Satteldach. Mit einem dreigeschossigen Seitenrisalit unter eigenem Satteldach in der Straßenfassade. Vollunterkellert; Fassaden verputzt. Straßenseitige Ostfassade mit Stuckierungen in Form von Scheinquaderung im Erdgeschoss, Gesimsen und Fensterrahmungen; der Eingang seitlich. Erbaut 1898.                                                                                     | 12090326 |      |
| Catharinenstraße 17 53° 52′ 15″ N, 8° 41′ 40″ O | Wohn-/Geschäftshaus | Dreigeschossiger Massivbau in Ecklage von um 1906, mit Flachdach, Traufgesims mehrfach gestuft, gusseiserne Balkone an der Straßenecke | 12089366 |      |
| Catharinenstraße 18 53° 52′ 14″ N, 8° 41′ 40″ O | Wohnhaus            | Dreigeschossiger vierachsiger Massivbau von um 1904/10 | 12090339 |      |
| Catharinenstraße 23 53° 52′ 12″ N, 8° 41′ 38″ O | Mehrfamilienhaus    | Dreigeschossiger Massivbau von 1909, Straßenfassade fünfachsig, viergeschossiger Seitenrisalit mit geschwungenem Giebel, südlicher Eingang und Treppenhaus; im Erdgeschoss verputzt, ansonsten steinsichtig mit Stuck- und Putzschmuck in Form einer Lisenengliederung und Fensterrahmungen. | 12088122 |      |
| Catharinenstraße 24 53° 52′ 12″ N, 8° 41′ 38″ O | Mehrfamilienhaus    | Viergeschossiger achtachsiger Massivbau von 1904 und 1910, mit Satteldach, mit zwei seitlichen durch Lisenen abgetrennten Achsen, und dem vierachsigen Mittelteil, im Erdgeschoss verputzt mit Scheinquaderung, ansonsten backsteinsichtig, Lisenengliederung und Fensterrahmungen | 12088135 |      |
| Catharinenstraße 25 53° 52′ 11″ N, 8° 41′ 38″ O | Mehrfamilienhaus    | Viergeschossiger achtachsiger Massivbau von 1907, mit Satteldach, Eingang mittig im vierachsigen Mittelteil; im Erdgeschoss verputzt mit Scheinquaderung, ansonsten backsteinsichtig mit Lisenen und Fensterrahmungen, beide Seitenachsen mit einer geschwungenen Dachgaube | 12088148 |      |
| Catharinenstraße 46 53° 52′ 12″ N, 8° 41′ 40″ O | Wohnhaus            | Zweigeschossiger kleiner Massivbau unter Flachdach. Vollunterkellert. Schaufassade zur Straße backsteinsichtig mit vielfältigem Putzschmuck (Lisenen und Attika, Fensterrahmungen, Sturz- und Brüstungsfelder). Der Eingang in einer abgesetzten Achse im Norden der Westfassade, im Süden ein eingeschossiger Wintergartenanbau. Übrige Fassaden schlicht verputzt. Erbaut zwischen 1904 und 1910 im Zuge der Bebauung der Catharinenstraße.             | 12090352 |      |
| Catharinenstraße 47 53° 52′ 12″ N, 8° 41′ 40″ O | Wohnhaus            | Dreigeschossiger Massivbau von um 1904/10 mit Mansarddach, außermittigem Zwerchhaus und rundem Erker | 12090365 |      |
| Catharinenstraße 49 53° 52′ 13″ N, 8° 41′ 41″ O | Mehrfamilienhaus    | Dreigeschossiger vierachsiger verklinkerte Massivbau von um 1904/10 mit Mansardflachdach und aufwändiger Straßenfassade, im Erdgeschoss verputzt mit Scheinquaderung, | 12088161 |      |
| Catharinenstraße 50 53° 52′ 13″ N, 8° 41′ 41″ O | Mehrfamilienhaus    | Dreigeschossiger vierachsiger verputzter Massivbau von 1907, mit Flachdach. | 12088174 |      |
| Catharinenstraße 55 53° 52′ 16″ N, 8° 41′ 42″ O | Wohnhaus            | Dreigeschossiger Massivbau von 1904, mit Mansarddach, turmartigem Erker, Straßenfassaden aufwändig geschmückt, Architekt: John Polack | 12088187 |      |
| Catharinenstraße 56 53° 52′ 16″ N, 8° 41′ 43″ O | Wohnhaus            | Giebelständiger eingeschossiger Massivbau mit ausgebautem Drempelgeschoss, unter weit überstehendem Satteldach mit Freigespärre in Schieferdeckung. Fassaden verputzt, Straßenfassade schlicht mit Stuck in Form von Gesimsen und Fensterrahmungen. Der Eingang seitlich. Erbaut zwischen 1902 und 1905. | 12090378 |      |
| Catharinenstraße 57 53° 52′ 16″ N, 8° 41′ 43″ O | Wohnhaus            | Eingeschossiger Massivbau mit hohem Mansard-Pultdach in Schieferdeckung. Mit einem zweiachsigen Zwerchhaus in der straßenseitigen Dachfläche sowie einer bauzeitlichen Dachgaube. Die Straßenfassade backsteinsichtig mit Putzsockel und Putzlisenen sowie Schmuckfensterrahmen, die übrigen Fassaden verputzt. Eingang seitlich. Erbaut gemeinsam als Doppelhaus mit der Nr. 58 zwischen 1902 und 1905.                                                  | 12090391 |      |
| Catharinenstraße 58 53° 52′ 21″ N, 8° 41′ 50″ O | Wohnhaus            | Eingeschossiger Massivbau mit hohem Mansard-Pultdach in Schieferdeckung. Mit einem zweiachsigen Zwerchhaus in der straßenseitigen Dachfläche sowie einer bauzeitlichen Dachgaube. Die Straßenfassade backsteinsichtig mit Putzsockel und Putzlisenen sowie Schmuckfensterrahmen, die übrigen Fassaden verputzt. Eingang seitlich. Erbaut gemeinsam als Doppelhaus mit der Nr. 57 zwischen 1902 und 1905                                                   | 12090404 |      |
| Catharinenstraße 59 53° 52′ 17″ N, 8° 41′ 43″ O | Wohnhaus            | Dreigeschossiger Massivbau von 1902/05, mit Flachdach, Straßenfassade steinsichtig mit aufwändigem Stuck- und Putzschmuck, übrige Fassaden verputzt, der Eingang seitlich | 12090417 |      |
| Catharinenstraße 60 53° 52′ 18″ N, 8° 41′ 44″ O | Wohnhaus            | Zweigeschossiger Massivbau, unter Flachdach. Straßenfassade vierachsig ausgebildet, backsteinsichtig mit aufwändigem Stuck- und Putzschmuck (Lisenen, Gesimse, Fensterrahmungen, Brüstungsfelder, Attika, Eck-Scheinquaderung). Die beiden südlichen Achsen risalitartig vorgezogen. Eingang seitlich in einer zurückliegenden Achse. Erbaut zwischen 1902 und 1905.                                                                                      | 12090066 |      |
| Catharinenstraße 61 53° 52′ 18″ N, 8° 41′ 44″ O | Wohnhaus            | Dreigeschossiger verputzter Massivbau in Ecklage von 1902/05, mit Flachdach, Fassaden mit aufwändigen Stuckelementen, mit kleinem Vorgarten und bauzeitlicher Einfriedung. | 12090079 |      |
| Catharinenstraße 61 53° 52′ 18″ N, 8° 41′ 44″ O | Einfriedung         | Bauzeitliche Einfriedung mit Mauersockel und Mauerpfeilern, dazwischen ein schmiedeeiserner Zaun | 41021205 |      |
| Catharinenstraße 62 53° 52′ 19″ N, 8° 41′ 45″ O | Wohnhaus            | Dreigeschossiger Massivbau von 1905 mit Mansard-Flachdach mit einem zweiachsigen Seitenrisalit mit Giebel, Schaufassaden backsteinsichtig mit Putzsockel in Scheinquaderung | 12090092 |      |
| Catharinenstraße 63 53° 52′ 19″ N, 8° 41′ 45″ O | Wohnhaus            | Dreigeschossiger Massivbau von 1905 mit Mansard-Flachdach mit einem zweiachsigen Seitenrisalit mit Giebel, Schaufassade backsteinsichtig mit Putzsockel, erbaut gemeinsam als Doppelhaus mit der Nr. 62 | 12089314 |      |
| Catharinenstraße 64 53° 52′ 20″ N, 8° 41′ 45″ O | Wohnhaus            | Zweigeschossiger vollunterkellerter Massivbau, unter Pultdach. Fassaden verputzt, die Straßenfassade als Schmuckfassade ausgebildet mit abgestuft vorgezogenen Gebäudebereichen, dabei Scheinquaderung im Sockelgeschoss und als seitliche Lisenen-Begrenzung des am weitesten vorgezogenen zweiachsigen Bereichs, ansonsten ausgebildete Gesimszonen, mehrfach gestufte Attikazone. Der Eingang in der südlichsten Achse. Erbaut zwischen 1902 und 1905. | 12089327 |      |
| Catharinenstraße 64 53° 52′ 20″ N, 8° 41′ 45″ O | Einfriedung         | Bauzeitliche Einfriedung in Form von einem Mauersockel mit einem schmiedeeisernen Zaun. | 41021310 |      |

### Gruppe: Wohn- und Geschäftshäuser Deichstr. 5–8
Die Gruppe „Wohn- und Geschäftshäuser Deichstraße 5 bis 8“ hat die ID 40683975. Gruppe aus vier unter einem gemeinsamen Mansarddach zusammengefassten dreigeschossigen Massivbauten mit Mansard- und geschweiften Knickgiebeln sowie verputzten Fassaden, die gleichartig und spiegelbildlich zueinander ausgeführt sind. Erbaut 1910 nach Entwurf des Architekten Richard Alberts.

| Lage                                      | Bezeichnung         | Beschreibung | ID       | Bild           |
| ----------------------------------------- | ------------------- | --- | -------- | -------------- |
| Deichstraße 5 53° 51′ 47″ N, 8° 41′ 55″ O | Wohn-/Geschäftshaus | Traufständiger dreigeschossiger Massivbau unter Mansarddach. Fassaden verputzt, Straßenfassade mit einem Mansardgiebel dreiachsig ausgebildet und spiegelbildlich zum Nachbarhaus Nr. 6 mit einem quaderimitierenden Putzfugennetz, Fensterstürzen aus Naturstein und Loggien in den beiden Obergeschossen.       | 12088872 | Weitere Bilder |
| Deichstraße 6 53° 51′ 48″ N, 8° 41′ 55″ O | Wohn-/Geschäftshaus | Traufständiger dreigeschossiger Massivbau unter Mansarddach. Fassaden verputzt, Straßenfassade mit einem geschweiften Giebel dreiachsig ausgebildet und spiegelbildlich zum Nachbarhaus Nr. 5 mit einem quaderimitierenden Putzfugennetz, Fensterstürzen aus Naturstein und Loggien in den beiden Obergeschossen. | 12088885 | Weitere Bilder |
| Deichstraße 7 53° 51′ 48″ N, 8° 41′ 55″ O | Wohn-/Geschäftshaus | Traufständiger dreigeschossiger Massivbau unter Mansarddach. Fassaden verputzt, Straßenfassade mit einem geschweiften Giebel dreiachsig ausgebildet und spiegelbildlich zum Nachbarhaus Nr. 8 mit einem quaderimitierenden Putzfugennetz, Fensterstürzen aus Naturstein und Loggien in den beiden Obergeschossen. | 12088898 | Weitere Bilder |
| Deichstraße 8 53° 51′ 48″ N, 8° 41′ 56″ O | Wohn-/Geschäftshaus | Traufständiger dreigeschossiger Massivbau unter Mansarddach. Fassaden verputzt, Straßenfassade mit einem Mansardgiebel dreiachsig ausgebildet und spiegelbildlich zum Nachbarhaus Nr. 7 mit einem quaderimitierenden Putzfugennetz, Fensterstürzen aus Naturstein und Loggien in den beiden Obergeschossen.       | 12088911 | Weitere Bilder |

### Gruppe: Gericht/Gefängnis Deichstraße 12a
Die Gruppe „Gericht/Gefängnis Deichstraße 12a“ hat die ID 40683946.

| Lage                                       | Bezeichnung     | Beschreibung | ID       | Bild           |
| ------------------------------------------ | --------------- | --- | -------- | -------------- |
| Deichstraße 12A 53° 51′ 53″ N, 8° 42′ 1″ O | Gerichtsgebäude | Zweigeschossiges historisierendes Amtsgebäude von 1904 mit neobarocken Giebelrisalit. Traufständiger Massivbau mit Walmdach in Ziegeldeckung. Außermittiger dreiachsiger Eingangsrisalit mit geschweiftem Giebel. Fassaden verputzt mit Sandsteingliederungen, Giebel mit Rosetten geschmückt, Säulenportal; über hohem Backsteinsockel. Erbaut 1902–04 als Gerichtsgebäude mit fünfachsiger Fassade. 1929 um die vier südlichen Achsen in gleichen Architekturformen unter gemeinsamem Walmdach verlängert. | 12090729 | Weitere Bilder |
| Deichstraße 12A 53° 51′ 54″ N, 8° 42′ 0″ O | Gefängnis       | Zweigeschossiger Massivbau über L-förmigem Grundriss mit ziegelgedecktem Walmdach. Fassaden teilweise backsteinsichtig, teilweise mit Zementputz. Erbaut als Gefängnisgebäude im Zusammenhang mit dem Gerichtsbau 1905. | 12086302 |                |

### Gruppe: Wohnhäuser Delftstraße
Die Gruppe hat die ID 40683605. Wohnhausgruppe aus Backstein mit geschlossener Blockrandbebauung beidseits der Delftstraße und zwei Kopfbauten an der Einmündung zur Abendrothstraße. Südwestseite der Delftstraße zweigeschossig, Nordostseite drei- bis viergeschossig, die Kopfbauten viergeschossig ausgebildet. Entworfen von P. H. Noris für die „Gemeinnützige Siedlungsgenossenschaft“, gebaut zwischen 1928 und 1930.

| Lage                                          | Bezeichnung      | Beschreibung | ID       | Bild |
| --------------------------------------------- | ---------------- | --- | -------- | ---- |
| Abendrothstraße 6 53° 51′ 48″ N, 8° 41′ 48″ O | Mehrfamilienhaus | Viergeschossiger Kopfbau von 1928/30 mit Flachdach als Abschluss der nordöstlichen Zeile der Delftstraße. | 12088239 |      |
| Abendrothstraße 8 53° 51′ 47″ N, 8° 41′ 46″ O | Mehrfamilienhaus | Viergeschossiger Kopfbau von 1928/30 mit Flachdach als Abschluss der südwestlichen Zeile der Delftstraße | 12088239 |      |
| Delftstraße 1 53° 51′ 48″ N, 8° 41′ 46″ O     | Mehrfamilienhaus | Zweigeschossiger Backsteinbau von 1928/30 mit Satteldach, risalitartiger Eingang | 12088057 |      |
| Delftstraße 3 53° 51′ 48″ N, 8° 41′ 45″ O     | Mehrfamilienhaus | Zweigeschossiger Backsteinbau von 1928/30 mit Satteldach, risalitartig ausgebildeter Eingang | 12087927 | BW   |
| Delftstraße 5 53° 51′ 49″ N, 8° 41′ 45″ O     | Mehrfamilienhaus | Zweigeschossiger Backsteinbau von 1928/30 mit Satteldach, mit risalitartigen Eingang, darüber ein Dachhaus, Türlaibung durch Keramikplatten verziert; horizontale Backsteingliederung                               | 12087953 | BW   |
| Delftstraße 7 53° 51′ 49″ N, 8° 41′ 44″ O     | Mehrfamilienhaus | Zweigeschossiger Backsteinbau von 1928/30 mit Satteldach, risalitartiger Eingang, darüber Zwerchhaus , Türlaibung mit Keramikplatten, horizontale Backsteingliederung der Fassaden durch Bänder                     | 12087979 |      |
| Delftstraße 9 53° 51′ 50″ N, 8° 41′ 44″ O     | Mehrfamilienhaus | Zweigeschossiger Backsteinbau von 1928/30 mit Satteldach, mit risalitartig ausgebildeten Eingang mit Spitzgiebel, Türlaibung mit Keramikplatten mit geometrischen Mustern verziert, horizontale Backsteingliederung | 12088005 |      |
| Delftstraße 11 53° 51′ 50″ N, 8° 41′ 43″ O    | Mehrfamilienhaus | Zweigeschossiger Backsteinbau von 1929/30 mit Satteldach, risalitartig ausgebildeter Eingang mit Spitzgiebel, Türlaibung mit Keramikplatten, horizontale Backsteingliederung der Fassaden durch Bänder              | 12088031 |      |
| Delftstraße 13 53° 51′ 51″ N, 8° 41′ 42″ O    | Mehrfamilienhaus | Zweigeschossiger Backsteinbau als Eckbau a mit Walmdach, Türlaibung mit Keramikplatten, horizontal gegliedert durch Backsteinbänder                                                                                 | 12088044 |      |
| Delftstraße 2 53° 51′ 48″ N, 8° 41′ 47″ O     | Mehrfamilienhaus | Viergeschossiger Backsteinbau von 1928/30 mit aufgesetztem Staffelgeschoss und Flachdach | 12087914 |      |
| Delftstraße 4 53° 51′ 49″ N, 8° 41′ 46″ O     | Mehrfamilienhaus | Dreigeschossiger Backsteinbau von 1928/30 mit Satteldach, horizontale Backsteingliederung der Fassaden durch Bänder seitlich der Fenster,Türlaibung mit Keramikplatten                                              | 12087940 |      |
| Delftstraße 6 53° 51′ 49″ N, 8° 41′ 46″ O     | Mehrfamilienhaus | Dreigeschossiger Backsteinbau von 1928/30 mit Satteldach, Eingangsrisalit, Eingangstür mit Spitzbogen überfangen, Türlaibung mit Keramikplatten                                                                     | 12087966 |      |
| Delftstraße 8 53° 51′ 50″ N, 8° 41′ 45″ O     | Mehrfamilienhaus | Dreigeschossiger Backsteinbau von 1928/30 mit Satteldach mit hervorgehoben Eingang durch horizontale Backsteingliederung, Eingang mit Spitzbogen überfangen, Türlaibung mit Keramikplatten                          | 12087992 |      |
| Delftstraße 10 53° 51′ 50″ N, 8° 41′ 45″ O    | Mehrfamilienhaus | Dreigeschossiger Backsteinbau von 1929/30 mit Satteldach, mittlerem Giebelrisalit mit Eingangstür | 12088018 | BW   |

### Gruppe: KasernenanlageGrimmershörnkaserne
| Lage                                         | Bezeichnung           | Beschreibung | ID       | Bild |
| -------------------------------------------- | --------------------- | --- | -------- | ---- |
| Am Seedeich 28 53° 52′ 23″ N, 8° 42′ 1″ O    | Kegelbahn             | Langgestreckter Bau in Fachwerk von 1910 als Doppelkegelbahn mit Kegelstube und Teepavillon                                                               | 40688566 |      |
| Neue Reihe 33 53° 52′ 21″ N, 8° 41′ 57″ O    | Casino, Stabsgebäude  | Zweigeschossiger Massivbau von 1906/08 mit bewegter Dachlandschaft und mit belebter Fassaden u.a. ein dreigeschossiger Turm, seit 1995 in ziviler Nutzung | 12088590 |      |
| Kasernenstraße 7 53° 52′ 23″ N, 8° 41′ 55″ O | Mannschaftsunterkunft | Viergeteilter zweigeschossiger Massivbau als Kleine Wetterkaserne von 1904/5 mit Walm- und Satteldächern                                                  | 2086536  |      |
| Marienstraße 37 53° 52′ 22″ N, 8° 41′ 49″ O  | Mannschaftsunterkunft | Viergeteilter zweigeschossiger Massivbau als Große Wetterkaserne von 1906 mit ziegelgedeckten Walm- und Satteldächern.                                    | 12086523 |      |

### Gruppe: Wohnblock Holstenplatz
Die Gruppe „Wohnblock Holstenplatz“ hat die ID 40684133.

| Lage                                           | Bezeichnung      | Beschreibung | ID       | Bild |
| ---------------------------------------------- | ---------------- | --- | -------- | ---- |
| Holstenplatz 1 53° 51′ 39″ N, 8° 41′ 53″ O     | Mehrfamilienhaus | Viergeschossiger Wohnblock von 1925/26 mit Eingängen zu drei Seiten                                                                                      | 12087784 |      |
| Burggrabenstraße 4 53° 51′ 38″ N, 8° 41′ 53″ O | Mehrfamilienhaus | Viergeschossiger Backsteinbau 1914/15 nach Plänen von August Küchenmeister mit Satteldach und symmetrischer Fassadenaufbau mit zwei seitlichen Risaliten | 12090456 | BW   |

### Gruppe: Wohnhäuser Karl-Olfers-Platz
Die Gruppe hat die ID 40683554. Platzrandbebauung, erbaut Ende der 1920er Jahre nach Entwürfen der Architekten Richard Alberts und P. H. Noris für die Wohnungsbaugenossenschaft Bauhütte Cuxhaven; bestehend aus sechsgeschossigen Wohn- und Geschäftshäusern in kubischen Bauformen, mit Flachdächern sowie glattflächigen Fassaden aus Backsteinmauerwerk mit horizontal gegliederten Fensterbändern; torartige Einfassung der Einmündung Elfenweg in den Karl-Olfers-Platz.

| Lage                                       | Bezeichnung      | Beschreibung | ID       | Bild |
| ------------------------------------------ | ---------------- | --- | -------- | ---- |
| Delftstraße 15 53° 51′ 52″ N, 8° 41′ 43″ O | Mehrfamilienhaus | Viergeschossiger Massivbau von 1928/30 mit Satteldach in Blockrandbebauung mit konvex geschwungener Straßenfront                                                                                  | 12086887 |      |
| Delftstraße 17 53° 51′ 52″ N, 8° 41′ 42″ O | Mehrfamilienhaus | Viergeschossiger Massivbau von 1928/30 mit Satteldach in Blockrandbebauung mit konvex geschwungener Straßenfront                                                                                  | 12086900 |      |
| Delftstraße 19 53° 51′ 52″ N, 8° 41′ 43″ O | Mehrfamilienhaus | Sechsgeschossiger Massivbau von 19/30 mit Flachdach, in Blockrandbebauung, torartige Einfassung der Einmündung Elfenweg mit Kolonnadengang im Erdgeschoss; nach Entwurf von Architekt P. H. Noris | 12089275 |      |
| Elfenweg 6 53° 51′ 54″ N, 8° 41′ 44″ O     | Wohnhaus         | Sechsgeschossiger Massivbau von 1928/30 mit Flachdach in Blockrandbebauung, torartige Einfassung der Einmündung Elfenweg mit Kolonnadengang im Erdgeschoss                                        | 12089210 |      |
| Poststraße 33 53° 51′ 54″ N, 8° 41′ 45″ O  | Wohnhaus         | Sechsgeschossiger Massivbau von 1928/30 mit Flachdach in Blockrandbebauung mit konvex geschwungener Fassade in rotem Backsteinmauerwerk                                                           | 12089210 |      |

### Gruppe Wohnhäuser Karpfanger- und Lappestraße
Die Gruppe hat die ID 40683519. Einen dreieckigen Hof umschließende Wohnsiedlung aus zweigeschossigen Putzbauten. Türblätter original erhalten. Erbaut 1937/38 nach Entwurf von John Polack; zeitgleicher Kiosk im Süden.

| Lage                                                                                      | Bezeichnung      | Beschreibung                                                     | ID       | Bild |
| ----------------------------------------------------------------------------------------- | ---------------- | ---------------------------------------------------------------- | -------- | ---- |
| Karpfangerstraße 1 - 9 53° 51′ 12″ N, 8° 42′ 8″ O                                         | Mehrfamilienhaus | Zweigeschossiger Massivbau von 1938 mit Walmdach                 | 12087797 | BW   |
| Simon-von-Utrecht-Straße 2-6; Lehfeldplatz 5; Lappestraße 1-5 53° 51′ 11″ N, 8° 42′ 10″ O | Mehrfamilienhaus | Zweigeschossiger Massivbau von 1937 mit ziegelgedecktem Walmdach | 12087862 | BW   |

### Gruppe Wohnhäuser Karpfanger- und Wernerstraße
Die Gruppe hat die ID 40683502. Vier, einen Hof umschließende, zweigeschossige Wohnblocks mit Garagenzeile im Süden. Traufständige zweigeschossige unterkellerte Massivbauten unter ziegelgedecktem Walmdach. Fassaden verputzt, mit einheitlichen Fenstergrößen; kleine dreieckige Dachhäuschen über den Eingangsachsen, die Türen durch eine Terrakottarahmung hervorgehoben. Originale Türblätter erhalten. Erbaut 1935 nach Entwurf des Stadtbauamtes.

| Lage                                                | Bezeichnung      | Beschreibung                                | ID       | Bild |
| --------------------------------------------------- | ---------------- | ------------------------------------------- | -------- | ---- |
| Karpfangerstraße 2 - 8 53° 51′ 13″ N, 8° 42′ 8″ O   | Mehrfamilienhaus | Zweigeschossige Mehrfamilienhäuser von 1935 | 12087810 | BW   |
| Karpfangerstraße 10 - 16 53° 51′ 11″ N, 8° 42′ 6″ O | Mehrfamilienhaus | Zweigeschossige Mehrfamilienhäuser von 1935 | 12087654 | BW   |
| Wernerstraße 59 - 69 53° 51′ 14″ N, 8° 42′ 8″ O     | Mehrfamilienhaus | Zweigeschossige Mehrfamilienhäuser von 1935 | 12087173 | BW   |
| Wernerstraße 71 - 81 53° 51′ 12″ N, 8° 42′ 5″ O     | Mehrfamilienhaus | Zweigeschossige Mehrfamilienhäuser von 1935 | 12087303 | BW   |

### Gruppe: Linker Elbdeich
Die Gruppe „Linker Elbdeich“ hat die ID 40684308.

| Lage                                    | Bezeichnung      | Beschreibung                                                               | ID       | Bild |
| --------------------------------------- | ---------------- | -------------------------------------------------------------------------- | -------- | ---- |
| Elbdeich 53° 52′ 27″ N, 8° 41′ 59″ O    | Deich            | Elbdeich links                                                             | 12090820 | BW   |
| Am Seedeich 53° 52′ 28″ N, 8° 41′ 56″ O | Bedürfnisanstalt | Eingeschossiger Backsteinbau Am Seedeich von 1926 mit Walmdach und Arkaden | 12090781 |      |

### Gruppe Wohnhäuser Neue Reihe 39 bis 54
Die Gruppe hat die ID 40683876. Die Häuser auf der Südseite der Neuen Reihe wurden zwischen 1897 und 1908 erbaut, wobei es im östlichen Teil eingeschossige giebelständige Bauten gibt, während die Geschosszahl nach Westen bis zu viergeschossigen Mehrfamilienhäusern zunimmt. Einheitlich ist die Gestaltung als verputzte Massivbauten mit barockisierendem Putzdekor, manchmal sind Teile der Straßenfassaden auch backsteinsichtig gestaltet.

| Lage                                      | Bezeichnung          | Beschreibung | ID       | Bild |
| ----------------------------------------- | -------------------- | --- | -------- | ---- |
| Neue Reihe 39 53° 52′ 19″ N, 8° 41′ 58″ O | Mehrfamilienhaus     | Viergeschossiger Massivbau von 1908 mit Flachdach und backsteinsichtiger Fassade | 12087524 |      |
| Neue Reihe 40 53° 52′ 19″ N, 8° 41′ 59″ O | Mehrfamilienhaus     | Dreigeschossiger Massivbau von 1898/1902 mit Mansarddach und viergeschossigem Seitenrisalit | 12087537 |      |
| Neue Reihe 41 53° 52′ 18″ N, 8° 41′ 59″ O | Mehrfamilienhaus     | Dreigeschossiger Massivbau von ab 1898 mit Mansarddach und viergeschossigem Seitenrisalit, gemeinsam mit dem spiegelbildlich ausgeführten Haus Nr. 42 gebaut | 12087550 |      |
| Neue Reihe 42 53° 52′ 18″ N, 8° 42′ 0″ O  | Mehrfamilienhaus     | Dreigeschossiger Massivbau von ab 1898 mit Mansarddach und viergeschossigem Seitenrisalit, gemeinsam mit dem spiegelbildlich ausgeführten Haus Nr. 41 gebaut | 12087563 |      |
| Neue Reihe 43 53° 52′ 18″ N, 8° 42′ 0″ O  | Mehrfamilienhaus     | Dreigeschossiger Massivbau von ab 1898 mit Mansarddach und viergeschossigem Seitenrisalit | 12087576 |      |
| Neue Reihe 44 53° 52′ 18″ N, 8° 42′ 1″ O  | Mehrfamilienhaus     | Dreigeschossiger Massivbau von ab 1898 mit Mansarddach | 12087589 |      |
| Neue Reihe 47 53° 52′ 17″ N, 8° 42′ 2″ O  | Wohn-/Geschäftshaus  | Zweigeschossiger Massivbau, mit Mansard-Pultdach in Schieferdeckung. Zweiachsiges Zwerchhaus sowie eine Gaube in der straßenseitigen Dachfläche. Fassaden verputzt, Straßenfassade mit Scheinquaderung im Erdgeschoss, Gesimsen und Fensterrahmungen im Obergeschoss. Mit Ladeneinbau im Erdgeschoss und Durchfahrt an der Westseite, hier zurückversetzt auch der Eingang zu den Wohnungen im Obergeschoss. Erbaut zwischen 1898 und 1902                                                                                            | 12089236 |      |
| Neue Reihe 48 53° 52′ 17″ N, 8° 42′ 2″ O  | Wohn-/Geschäftshaus  | Giebelständiger zweigeschossiger Massivbau mit Satteldach. Fassaden verputzt, Straßenfassade vierachsig, mit Scheinquaderung im Erdgeschoss, Gesimsen und Fensterrahmungen im Ober- und Dachgeschoss. Eingeschossiger Anbau an der Westseite, hier der Eingang. Erbaut 1898 | 12089249 |      |
| Neue Reihe 49 53° 52′ 16″ N, 8° 42′ 3″ O  | Doppelwohnhaushälfte | Zweigeschossiger unterkellerter Massivbau mit Mansard-Flachdach in Schieferdeckung, bauzeitliche Gauben. Straßenfassade verputzt und vierachsig gestaltet mit Puzapplikationen (Scheinquaderung der Ecken, Gesimse, Fensterrahmungen, Brüstungsfelder). Eingang in einer zurückversetzten Achsen an der Westseite, hier eine hölzerne Loggia. Erbaut zwischen 1898 und 1902 als Doppelhaushälfte gemeinsam mit Nr. 50 | 12090872 |      |
| Neue Reihe 50 53° 52′ 16″ N, 8° 42′ 3″ O  | Wohnhaus             | Zweigeschossiger unterkellerter Massivbau mit Mansard-Flachdach in Schieferdeckung, bauzeitliche Gauben. Straßenfassade vierachsig, Sockelgeschoss verputzt, darüber backsteinsichtig mit Puzapplikationen (Scheinquaderung der Ecken, Gesimse, Fensterrahmungen, Brüstungsfelder); Backsteinfassade um die Ecke über die Ostfassade gezogen, übrige Fassaden verputzt. Eingang in einer zurückversetzten Achsen an der Ostseite, hier ein hölzerner Balkon. Erbaut zwischen 1898 und 1902 als Doppelhaushälfte gemeinsam mit Nr. 49. | 12090885 |      |
| Neue Reihe 51 53° 52′ 16″ N, 8° 42′ 4″ O  | Wohnhaus             | Giebelständiger zweigeschossiger Massivbau mit Satteldach. Fassaden verputzt, Straßenfassade vierachsig, mit Stuck akzentuierte Gesimse und Fensterrahmungen sowie Scheinquaderung der Ecken. Zweigeschossiger Anbau unter Schleppdach an der Ostseite, hier auch Medaillons mit figürlichen Darstellungen. Erbaut 1902. | 12089885 |      |
| Neue Reihe 52 53° 52′ 16″ N, 8° 42′ 4″ O  | Wohnhaus             | Giebelständiger eingeschossiger Massivbau mit Drempelgeschoss und über Freigespärre vorstehendem Satteldach. Fassaden verputzt, dabei Schmuck auf Fensterrahmungen und ein Gesims in der Straßenfassade beschränkt. Eingang an der Ostseite. Erbaut 1897. | 12089898 |      |
| Neue Reihe 53 53° 52′ 15″ N, 8° 42′ 5″ O  | Wohnhaus             | Giebelständiger zweigeschossiger Massivbau mit Satteldach. Fassaden verputzt, Straßenfassade vierachsig mit Scheinquaderung im Erdgeschoss, Gesimsen und Fensterrahmungen im Obergeschoss. Eingang in einer zurückversetzten Achsen an der Ostseite, auch hier Fenster- und Türrahmung in Stuck, bauzeitliche doppelflügelige Haustür erhalten. Erbaut 1897. | 12089911 |      |
| Neue Reihe 54 53° 52′ 15″ N, 8° 42′ 5″ O  | Wohnhaus             | Giebelständiger eingeschossiger Massivbau mit Drempelgeschoss und weit über Freigespärre vorstehendem Satteldach. Fassaden verputzt, dabei Schmuck auf Fensterrahmungen und ein Gesims in der Straßenfassade beschränkt. Eingang an der Ostseite. Erbaut 1897. | 12089924 |      |

### Gruppe: Wohn- und Geschäftshäuser Nordersteinstraße
Die Gruppe hat die ID 40684081. Historistische Bebauung beidseits der Nordersteinstraße und an Holstenstraße und Holstenplatz mit massiven Wohn- und Geschäftshäusern. Entstanden größtenteils zwischen 1898 und 1908, lediglich die südlichen Bauten sind etwas älter (um 1880), wurden aber 1922 teilweise noch einmal überformt.

| Lage                                             | Bezeichnung         | Beschreibung | ID       | Bild           |
| ------------------------------------------------ | ------------------- | --- | -------- | -------------- |
| Nordersteinstraße 21 53° 51′ 39″ N, 8° 41′ 58″ O | Wohn-/Geschäftshaus | Gebäude von 1904 erbaut und 1912 um ein Geschoss erhöht. Es ist ein traufständiges Haus mit einem Satteldach, Fassade mit Ziegel verblendet, um die Fenster befinden sich ein Putz im Stil des Barocks                                        | 12089262 |                |
| Nordersteinstraße 22 53° 51′ 39″ N, 8° 41′ 58″ O | Wohn-/Geschäftshaus | Gebäude von 1905 mit Satteldach, Fassade mit Ziegel verblendet, um die Fenster befinden sich ein Putz im Stil des Barocks | 12089132 |                |
| Holstenstraße 7 53° 51′ 40″ N, 8° 41′ 59″ O      | Wohn-/Geschäftshaus | Dreigeschossiger verklinkerter Massivbau von 1905 mit flachem Dach, mit einer Balusterbrüstung der Attika, Entwurf des Architekten John Polack                                                                                                | 12089301 | Weitere Bilder |
| Nordersteinstraße 24 53° 51′ 40″ N, 8° 41′ 58″ O | Wohn-/Geschäftshaus | Viergeschossiger Massivbau in Ecklage, mit zwei Eckerkern, 1908 nach Entwurf von Achmet Steinmetz | 12089145 |                |
| Nordersteinstraße 42 53° 51′ 41″ N, 8° 41′ 56″ O | Wohn-/Geschäftshaus | Dreigeschossiger Massivbau von 1898 mit Drempel und Satteldach mit Dachüberstand | 12089158 |                |
| Nordersteinstraße 43 53° 51′ 41″ N, 8° 41′ 56″ O | Wohn-/Geschäftshaus | Zweigeschossiger Massivbau von 1898 mit Drempel über Konsolen vorkragendem Satteldach | 12089171 |                |
| Nordersteinstraße 44 53° 51′ 40″ N, 8° 41′ 57″ O | Wohn-/Geschäftshaus | Dreigeschossiger Massivbau in Ecklage von 1905 mit ungleichschenkeligem Satteldach und mit zwei Schaufassaden nach Plänen des Architekten Rudolph Glocke für das Hamburger Bankhaus Calmann                                                   | 12089184 |                |
| Nordersteinstraße 52 53° 51′ 38″ N, 8° 41′ 57″ O | Wohnhaus            | Zweigeschossiger Massivbau mit Drempel und Satteldach von um 1880 | 12089197 |                |
| Nordersteinstraße 53 53° 51′ 38″ N, 8° 41′ 58″ O | Wohnhaus            | Zweigeschossiger Massivbau mit Satteldach von um 1880 für das 1848 gegründete Textilgeschäft Brady. Nach Zukauf des Hauses Nr. 54 wurde 1922 eine einheitliche Fassade vor die beiden Häuser und den bereits vorhandenen Zwischenbau gesetzt. | 12086328 |                |
| Nordersteinstraße 54 53° 51′ 38″ N, 8° 41′ 58″ O | Wohnhaus            | Zweigeschossiger Massivbau mit Satteldach von um 1880 | 12086341 |                |

### Gruppe:Fischereihafen Cuxhaven, Präsident-Herwig-Straße
Die Gruppe hat die ID 40683988. Hafenbecken von 1919–22, an dessen Ostseite drei langgestreckte zweigeschossige Backsteinhallen unter flachen Satteldächern, diese erbaut 1920/21 als Fischhallen IV, V, VI.

| Lage                                                | Bezeichnung   | Beschreibung | ID       | Bild           |
| --------------------------------------------------- | ------------- | --- | -------- | -------------- |
| Präsident-Herwig-Straße 53° 51′ 54″ N, 8° 42′ 26″ O | Fischhalle IV | Zweigeschossiger Backsteinbau mit Satteldach. Im EG mit Toren, im OG mit Ladeluken. Erbaut als Halle der Krabbenfischer für den Fischereihafen 1920–21; nach Großbrand 1991 wieder aufgebaut. | 12086069 | Weitere Bilder |
| Präsident-Herwig-Straße 53° 51′ 52″ N, 8° 42′ 23″ O | Fischhalle V  | Zweigeschossiger Backsteinbau mit. Im EG mit rundbogigen Toröffnungenen, im OG mit Ladeluken. Südlicher Abschluss als viergeschossiger Torbau mit Durchfahrt. Erbaut 1920–21.                 | 12086082 |                |
| Präsident-Herwig-Straße 53° 51′ 49″ N, 8° 42′ 20″ O | Fischhalle VI | Zweigeschossiger Backsteinbau mit Satteldach. Im EG mit rundbogigen Toröffnungen, im OG mit Ladeluken. Erbaut 1920–21.                                                                        | 12086108 | BW             |

### Gruppe:Schloss Ritzebüttel
Die Gruppe hat die ID 40684001. Schlossanlage mit innerem und äußerem Schlossgraben sowie parkartig gestalteten Gartenanlagen; an der Nordostecke Auffahrt mit Toranlage, Wegfläche in Backsteinmauerwerk ausgeführt. Im Kern die ehemalige Burg und das Amtshaus Ritzebüttel, das 1892 ergänzte Amtsgerichtsgebäude sowie ein Marstall. Im Bereich des Tores ein Wachhaus und das ehemalige Gärtnerhaus. In den Gartenanlagen ein Gartenhaus („Schweizer Haus“), ein Gefallenendenkmal und ein Gedenkstein für den Amtmann Brockes.

| Lage                                               | Bezeichnung        | Beschreibung | ID       | Bild           |
| -------------------------------------------------- | ------------------ | --- | -------- | -------------- |
| Südersteinstraße 53° 51′ 26″ N, 8° 41′ 54″ O       | Amtshaus           | Fünfgeschossiger ungegliederter, rechteckigem Grundriss mit Walmdach von um 1398 (d) als Erweiterung eines zweigeschossigen Vorgängerbaues von um 1330, kreuzgratgewölbter Keller und Dachwerk von um 1400, Zinnenkranz vom 19. Jh., Ersatz für ein Anfang des 17. Jahrhunderts errichtetes Fachwerkgebäude an der Nordseite des mittelalterlichen Wohnturms wurde 1752/53 ein 2-gesch. Backsteinbau mit repräsentativer Freitreppe und Mansarddach angebaut, Saal im OG mit Türsturz mit Hamburger Wappen, wohl von 1616. 1847 Dachaufstockung | 12088421 | Weitere Bilder |
| Südersteinstraße 53° 51′ 25″ N, 8° 41′ 55″ O       | Marstall           | Zweigeschossiges Gebäude von 1821, EG massiv in Backstein, OG in Fachwerk, mit Krüppelwalmdach sowie Aufzufgserker, als Wirtschaftsgebäude und Marstall westlich des Amtshauses gebaut | 12086861 | Weitere Bilder |
| Südersteinstraße 4 53° 51′ 28″ N, 8° 41′ 55″ O     | Gerichtsgebäude    | Zweigeschossiger Backsteinbau von 1892 mit Walmdach, symmetrischen Fassaden mit Mittelrisalite mit geschwungenen Stufengiebeln, sowie Dachhaus, heute Künstlerhaus | 12090742 |                |
| Südersteinstraße 53° 51′ 27″ N, 8° 41′ 57″ O       | Gedenkstein        | Sandsteinblock mit stilisierter Sandsteintafel, darauf Gedenkschrift für den Ritzebütteler Amtmann Barthold Heinrich Brockes (1680-1747, Amtmann 1735-1741), der zudem Schriftsteller und Dichter war, errichtet 1797 (i) | 12086277 |                |
| Südersteinstraße 2 / 2a 53° 51′ 27″ N, 8° 42′ 0″ O | Wachhaus           | Zweigeschossiger Fachwerkbau von um 1750 mit Walmdach, Obergeschoss über profilierten Balkenköpfen vorkragend, in der ersten Hälfte des 19. Jahrhunderts verlängert | 12088808 |                |
| Südersteinstraße 53° 51′ 26″ N, 8° 42′ 2″ O        | Gärtnerhaus        | Eingeschossiger Backsteinbau von 1821 mit Mansarddach, symmetrische straßenseitigen Eingangsfassade mit Dachhaus, saniert 2013 | 12086406 |                |
| Südersteinstraße 53° 51′ 25″ N, 8° 41′ 49″ O       | Gartenhaus         | Eingeschossiger Fachwerkbau mit Backsteinausfachung und ziegelgedecktem Satteldach. Zum inneren Schlossgraben hin eine überdachte Veranda auf durchbrochenen und von Andreaskreuzen ausgesteiften Holzstützen. Erbaut 1847 in Formen eines „Schweizer Hauses“ als Gartenhaus. | 12088278 | Weitere Bilder |
| Südersteinstraße 53° 51′ 25″ N, 8° 41′ 46″ O       | Garten             | Westlich des Schlosses mit Allee entlang des inneren Schlossgrabens sowie Schweizer Haus | 44390938 |                |
| Südersteinstraße 53° 51′ 26″ N, 8° 41′ 39″ O       | Kriegerehrenmal    | Backsteinbauwerk von 1932, spitz zulaufend, bekrönt von einer steinernen Kugel mit Kreuz, nach Westen geöffneter quadratischer Innenraum, Wandflächen mit Namen der Gefallenen des Ersten Weltkriege (durch Metalltafeln ersetzt) | 12086289 |                |
| Südersteinstraße 53° 51′ 27″ N, 8° 41′ 46″ O       | Äußerer Burggraben | Graben, die gesamte Schlossanlage mit Park umfassend. Teil der ehemaligen Befestigungsanlage. | 44391143 |                |
| Südersteinstraße 53° 51′ 24″ N, 8° 41′ 53″ O       | Innerer Burggraben | Graben östlich, südlich und westlich des Schlosses. Teil der ehemaligen Befestigungsanlage. | 44391038 |                |
| Südersteinstraße 53° 51′ 27″ N, 8° 42′ 1″ O        | Toranlage          | Dreigeteilte Toranlage mit vier Backsteinpfeilern, bekrönt von pyramidenförmigen Sandsteinaufsätzen. Außen zwei schmalere Durchgänge, innen das Einfahrtstor, alle schmiedeeisern. | 12090911 |                |

### Gruppe Wohn- und Geschäftshäuser Südersteinstraße 44 bis 56
Die Gruppe hat die ID 40684159. Gruppe aus sechs giebelständigen Wohnhäusern ähnlicher Gestaltung auf der Nordseite der Südersteinstraße gegenüber der Schlossanlage Ritzebüttel.

| Lage                                            | Bezeichnung         | Beschreibung | ID       | Bild           |
| ----------------------------------------------- | ------------------- | --- | -------- | -------------- |
| Südersteinstraße 44 53° 51′ 29″ N, 8° 42′ 0″ O  | Wohn-/Geschäftshaus | Eingeschossiges Fachwerkhaus des Joachim-Ringelnatz-Museum aus der Mitte des 18. Jahrhunderts. In der ersten Hälfte des 19. Jahrhunderts wurde auf der linken Frontseite eine Utlucht angebaut, 1983/84 umfangreich erneuert, Giebel kragt hervor. Seit 1981 im Besitz von Cuxhaven, seit 2002 Museum. | 12089002 | Weitere Bilder |
| Südersteinstraße 46 53° 51′ 29″ N, 8° 42′ 0″ O  | Wohnhaus            | Eingeschossiger Fachwerkbau mit Satteldach. aus der ersten Hälfte des 19. Jh. | 12089548 | BW             |
| Südersteinstraße 48 53° 51′ 29″ N, 8° 41′ 59″ O | Wohnhaus            | Eingeschossiger Fachwerkbau mit Satteldach, aus der erste Hälfte des 19. Jh. | 12089573 | BW             |
| Südersteinstraße 50 53° 51′ 29″ N, 8° 41′ 59″ O | Wohnhaus            | Eingeschossiger Backsteinbau mit Mansarddach, aus der ersten Hälfte des 19. Jh. | 12089586 |                |
| Südersteinstraße 52 53° 51′ 29″ N, 8° 41′ 59″ O | Wohnhaus            | Eingeschossiger Fachwerkbau mit Mansarddach, aus der ersten Hälfte des 19. Jh. | 12089015 | BW             |
| Südersteinstraße 56 53° 51′ 30″ N, 8° 41′ 58″ O | Wohnhaus            | Eingeschossiger Fachwerkbau mit Mansarddach, aus der ersten Hälfte des 19. Jh. | 12089599 | BW             |

### Gruppe Wohnhäuser südlich der Schillerstraße
Die Gruppe hat die ID 40683659. Wohnbebauung am Grünen Weg vom Ende des 19. Jh. und an der Reinekestraße und der Kirchenpauerstraße, erbaut zwischen 1902 und 1908.

| Lage                                              | Bezeichnung      | Beschreibung | ID       | Bild           |
| ------------------------------------------------- | ---------------- | --- | -------- | -------------- |
| Grüner Weg 45 53° 52′ 9″ N, 8° 41′ 57″ O          | Mehrfamilienhaus | Dreigeschossiger Massivbau von 1899 mit Mansard-Flachdach, straßenseitige Schmuckfassade, Eingang leicht zurückspringend | 12087758 |                |
| Grüner Weg 46 53° 52′ 10″ N, 8° 41′ 57″ O         | Mehrfamilienhaus | Dreigeschossiger Massivbau von 1892 mit Flachdach, Schmuckfassade mit aufwändigem Stuckdekor, Eingang zurückspringend an der Südseite | 12087771 |                |
| Kirchenpauerstraße 1 53° 52′ 15″ N, 8° 41′ 53″ O  | Wohnhaus         | Dreigeschossiger Massivbau in Ecklage von 1906 mit Satteldach, Schmuckfassaden mit Ecke mit einem geschweiften Giebel und einem zweigeschossigen Erker; Architekt: Richard Alberts | 12089937 | BW             |
| Kirchenpauerstraße 2 53° 52′ 15″ N, 8° 41′ 52″ O  | Wohnhaus         | Dreigeschossiger Massivbau mit Drempel von 1902 mit Satteldach, straßenseitigen backsteinsichtige Schmuckfassade mit vielfältiger Putzgestaltung , Jüngerer Wintergartenanbau, Architekt: Rudolph Glocke | 12089950 | BW             |
| Kirchenpauerstraße 3 53° 52′ 14″ N, 8° 41′ 52″ O  | Wohnhaus         | Traufständiger eingeschossiger kleiner Massivbau unter Mansard-Flachdach mit metallenem Dachaufsatz; mit zweigeschossigem Seitenrisalit im südlichen Teil der straßenseitigen Fassade. Vollunterkellert, Fassaden verputzt und mit floralem Stuckdekor versehen. Eingang zurückversetzt an der nördlichen Seite. Erbaut zwischen 1902 und 1905 nach Entwurf von Rudolph Glocke. Jüngerer Anbau im nördlichen Bereich der Ostfassade.                           | 12089963 | BW             |
| Kirchenpauerstraße 4 53° 52′ 14″ N, 8° 41′ 52″ O  | Wohnhaus         | Zweigeschossiger kleiner Massivbau unter Pultdach. Vollunterkellert, mit einer straßenseitigen vierachsigen Schmuckfassade, der Eingang seitlich. Die beiden nördlichen Achsen leicht vorgezogen, hier im Obergeschoss ein Balkon. Fassaden steinsichtig (heller Backstein) mit vielfältigem Putzdekor (Eckquaderung, Gesimse, Fensterrahmungen, florale und Tier-Motive, Attika mit Konsolen). Erbaut zwischen 1902 und 1905 nach Entwurf von Rudolph Glocke. | 12089976 | BW             |
| Kirchenpauerstraße 5 53° 52′ 14″ N, 8° 41′ 52″ O  | Wohnhaus         | Dreigeschossiger Massivbau von 1904/08 mit flachem Dach, Schaufassade mit einem geschwungenen Giebelaufsatz, schmiedeeiserne Balkone, Wintergartenanbau; Architekt: Rudolph Glocke | 12090131 | BW             |
| Kirchenpauerstraße 5 53° 52′ 13″ N, 8° 41′ 52″ O  | Einfriedung      | Östliche Einfriedung von Kirchenpauerstraße 5: Steinpfosten und Metallzaun, darum Heckenbewuchs. | 41021442 | BW             |
| Kirchenpauerstraße 6 53° 52′ 13″ N, 8° 41′ 51″ O  | Wohnhaus         | Dreigeschossiger Massivbau in Ecklage von um 1904 mit Walmdach, Fassaden mit Putzdekor bei Lisenen, Fensterrahmungen und Gesimsen; Architekt: Rudolph Glocke | 12090144 | BW             |
| Kirchenpauerstraße 6 53° 52′ 13″ N, 8° 41′ 52″ O  | Einfriedung      | Einfriedung an der Süd- und Ostseite von Kirchenpauerstraße 6: Steinpfosten und Metallzaun, umgeben von Heckenbewuchs. | 41021615 | BW             |
| Kirchenpauerstraße 20 53° 52′ 11″ N, 8° 41′ 53″ O | Wohnhaus         | Dreigeschossiger Massivbau von 1909 mit Mansarddach Turm Erker, Risalite, Balkone und überdachtem Eingang; Architekt: August Lunden | 12090157 | BW             |
| Kirchenpauerstraße 22 53° 52′ 13″ N, 8° 41′ 53″ O | Wohnhaus         | Dreigeschossiger Massivbau von 1904/05, in Ecklage, mit Drempel und Mezzanin, flach geneigtem Dach, straßenseitigen Schmuckfassaden, mit vielfältiger Putzgestaltung (Ecken, Gesimse, Rahmungen, Fenster, Brüstungsfelder, Attika); Architekt: Richard Alberts | 12090170 | BW             |
| Kirchenpauerstraße 23 53° 52′ 13″ N, 8° 41′ 53″ O | Wohnhaus         | Dreigeschossiger Massivbau von 1904 mit flach geneigtem Dach, backsteinsichtige straßenseitigen Schmuckfassade mit vielfältiger Putzgestaltung (Gesimse, Fensterrahmungen, Brüstungsfelder, Attika), Architekt: Richard Alberts | 12090183 | BW             |
| Kirchenpauerstraße 24 53° 52′ 13″ N, 8° 41′ 54″ O | Wohnhaus         | Zweigeschossiger Massivbau von 1905 mit Mansarddach, dreigeschossigen Seitenrisalit, backsteinsichtige Schmuckfassade mit vielfältiger Putzgestaltungen; Architekt: John Polack | 12090196 | BW             |
| Kirchenpauerstraße 25 53° 52′ 14″ N, 8° 41′ 54″ O | Wohnhaus         | Zweigeschossiger Massivbau von 1905 mit Flachdach, straßenseitigen vierachsigen Schmuckfassade, hier im Obergeschoss auch backsteinsichtig | 12090209 | BW             |
| Kirchenpauerstraße 26 53° 52′ 14″ N, 8° 41′ 54″ O | Wohnhaus         | Zweigeschossiger Massivbau von 1905 mit Flachdach, backsteinsichtige Schmuckfassade mit Putzgestaltung (Ecken, Lisenen, Fensterrahmungen); Architekt: John Polack. | 12090040 | BW             |
| Kirchenpauerstraße 27 53° 52′ 14″ N, 8° 41′ 54″ O | Wohnhaus         | Zweigeschossiger Massivbau von 1905 mit Mansard, backsteinsichtige Schmuckfassade mit vielfältiger Putzgestaltung (Ecken, Gesimse, Fensterrahmungen), , Eingang seitlich; Architekt: John Polack. | 12090053 | BW             |
| Reinekestraße 1 53° 52′ 10″ N, 8° 41′ 57″ O       | Wohnhaus         | Zweigeschossiger Massivbau von um 1906 mit Pultdach, straßenseitige Schmuckfassade, Eingang seitlich | 12089755 |                |
| Reinekestraße 2 53° 52′ 11″ N, 8° 41′ 56″ O       | Wohnhaus         | Zweigeschossiger Massivbau von um 1906 mit Pultdach, straßenseitige Schmuckfassade, Eingang seitlich, westliche Achsen leicht vorgezogen darüber eine Attika. | 12089768 |                |
| Reinekestraße 3 53° 52′ 11″ N, 8° 41′ 55″ O       | Wohnhaus         | Zweigeschossiger Backsteinbau von um 1906 mit Flachdach, backsteinsichtig Schaufassade mit vielfältigen Putzornamenten (Ecken, Lisenen, Gesimse, Fenster, Brüstung), Eingang rückwärtig | 12089781 |                |
| Reinekestraße 4 53° 52′ 11″ N, 8° 41′ 55″ O       | Wohnhaus         | Dreigeschossiger Backsteinbau von um 1906 mit Flachdach, backsteinsichtige Schaufassade mit vielfältigen Putzdekor (Ecken, Gesimse, Lisenen, Fenster, Brüstungen) | 12089794 | Weitere Bilder |
| Reinekestraße 5 53° 52′ 11″ N, 8° 41′ 54″ O       | Wohnhaus         | Dreigeschossiger Backsteinbau von um 1906 mit Flachdach, gemeinsam errichtet mit Nr. 4., backsteinsichtige Schaufassade mit vielfältigen Putzornamenten (Ecken, Gesimse, Fenster, Brüstung), Eingang seitlich. | 12089807 | Weitere Bilder |
| Reinekestraße 6 53° 52′ 11″ N, 8° 41′ 54″ O       | Wohnhaus         | Zwei- und dreigeschossiger Backsteinbau von um 1906 mit Mansard- und Flachdach, backsteinsichtige Schaufassade mit vielfältigen Putzrahmungen (Ecken, Gesimse, Fenster, Brüstungsfelder), Eingang seitlich | 12089820 | BW             |
| Reinekestraße 7 53° 52′ 11″ N, 8° 41′ 53″ O       | Wohnhaus         | Zweigeschossiger Massivbau von um 1906 mit Flachdach, Schmuckfassade, der Eingang seitlich, zwei westlichen Achsen leicht vorgezogen | 12089833 | BW             |
| Reinekestraße 9 53° 52′ 13″ N, 8° 41′ 53″ O       | Wohnhaus         | Dreigeschossiger Massivbau von um 1906 mit Drempelgeschoss und Satteldach, Schmuckfassade mit vielfältiger Putzgestaltung (Ecken, Gesimse, Rahmungen, Fenster, Brüstungsfelder, Attika) | 12089846 | BW             |
| Reinekestraße 10 53° 52′ 12″ N, 8° 41′ 54″ O      | Wohnhaus         | Zweigeschossiger verputzert Massivbau von um 1906 mit Pultdach, vierachsigen Schmuckfassade, der Eingang im Osten in einer fünften Achse leicht zurückversetzt | 12089859 | BW             |

### Gruppe: Wohnhäuser Wendtstraße
Die Gruppe hat die ID 40683571. Drei- bis viergeschossige Backsteinbauten in städtebaulich markant geschwungener Fassadenführung entlang der Wendtstraße. Im Süden platzartige Öffnung zum Elfenweg. Erbaut 1927–29 durch verschiedenen Architekten.

| Lage                                          | Bezeichnung      | Beschreibung | ID       | Bild |
| --------------------------------------------- | ---------------- | --- | -------- | ---- |
| Wendtstraße 4 - 8 53° 51′ 57″ N, 8° 41′ 41″ O | Mehrfamilienhaus | Dreigeschossiger Backsteinbau mit Satteldach von 1927/28 erbaut für die Bauhütte Cuxhaven und den Bauverein Sparwille nach Plänen von Hans Land. | 12087472 |      |
| Wendtstraße 5 53° 51′ 56″ N, 8° 41′ 40″ O     | Mehrfamilienhaus | Dreigeschossiger Backsteinbau mit Satteldach. Mit von 1929 nach Plänen von Richard Alberts                                                       | 12087485 |      |
| Wendtstraße 7 53° 51′ 55″ N, 8° 41′ 40″ O     | Mehrfamilienhaus | Dreigeschossiger Backsteinbau mit Walmdach von 1927/28 nach Plänen des Architekten P. H. Noris                                                   | 12087108 |      |
| Wendtstraße 9 53° 51′ 54″ N, 8° 41′ 40″ O     | Wohnhaus         | Viergeschossiger Backsteinbau mit Walmdach von 1927/28 nach Plänen des P. H. Noris                                                               | 12087134 |      |
| Wendtstraße 10-12 53° 51′ 55″ N, 8° 41′ 38″ O | Wohnhaus         | Dreigeschossiger Backsteinbau mit Walmdach von 1927/28 nach Plänen von Achmet Steinmetz.                                                         | 12087147 |      |
| Wendtstraße 14 53° 51′ 55″ N, 8° 41′ 39″ O    | Wohnhaus         | Viergeschossiger Backsteinbau mit Walmdach von 1927/28 nach Plänen von Achmet Steinmetz                                                          | 12087160 |      |

### Gruppe Wohnhäuser Wernerstraße
Die Gruppe hat die ID 40683485. Wohnsiedlung aus zwei traufständigen dreigeschossigen unterkellerten Backsteinbauten unter ziegelgedecktem Satteldach – entlang der Wernerstraße und um die Ecke zur Simon-von-Utrecht-Straße. Ausgestellte Ecke übereck gemauert; originale Türen. Erbaut 1935/36 nach Plänen von Achmet Steinmetz.

| Lage                                                                       | Bezeichnung      | Beschreibung                                                        | ID       | Bild |
| -------------------------------------------------------------------------- | ---------------- | ------------------------------------------------------------------- | -------- | ---- |
| Wernerstraße 64 - 72 53° 51′ 15″ N, 8° 42′ 6″ O                            | Mehrfamilienhaus | Dreigeschossiger Backsteinbau von 1935/36 mit Satteldach            | 12087212 | BW   |
| Simon-von-Utrecht-Straße 8;Wernerstraße 76 - 90 53° 51′ 13″ N, 8° 42′ 4″ O | Mehrfamilienhaus | Dreigeschossiger Backsteinbau von 1935/36 mit Satteldach. Schlichte | 12087368 | BW   |

### Gruppe Wohn- und Geschäftshäuser Westerreihe 7 und 9
Die Gruppe hat die ID 40684014.

| Lage                                      | Bezeichnung         | Beschreibung | ID       | Bild |
| ----------------------------------------- | ------------------- | --- | -------- | ---- |
| Westerreihe 7 53° 51′ 29″ N, 8° 41′ 42″ O | Wohn-/Geschäftshaus | Viergeschossiger Massivbau in Ecklage von 1909 nach Entwurf des Architekten S. Sörensen, gemeinsam mit Westerreihe 9 | 12089028 | BW   |
| Westerreihe 9 53° 51′ 29″ N, 8° 41′ 43″ O | Wohn-/Geschäftshaus | Viergeschossiger Massivbau von 1909 nach Entwurf des Architekten S. Sörensen, gemeinsam mit Westerreihe 7            | 12089041 | BW   |

### Gruppe: Wohnhäuser Wilhelminenstraße 16-19
Die Gruppe hat die ID 40683718. Gruppe von vier Wohnhäusern östlich der Wilhelminenstraße. Es handelt sich um verputzte Massivbauten der Zeit um 1900.

| Lage                                           | Bezeichnung | Beschreibung | ID       | Bild           |
| ---------------------------------------------- | ----------- | --- | -------- | -------------- |
| Wilhelminenstraße 16 53° 52′ 1″ N, 8° 42′ 4″ O | Wohnhaus    | Eingeschossiger Massivbau von um 1897 mit Drempel und einem zweigeschossigen Risalit                                                                       | 12089677 | Weitere Bilder |
| Wilhelminenstraße 17 53° 52′ 2″ N, 8° 42′ 4″ O | Wohnhaus    | Dreigeschossiger Massivbau von 1900 mit Seitenrisalit, zweites OG der beiden nördlichen Achsen nachträglich aufgestockt                                    | 12089690 | Weitere Bilder |
| Wilhelminenstraße 18 53° 52′ 2″ N, 8° 42′ 4″ O | Wohnhaus    | Zweigeschossiger Massivbau von 1901 mit einem dreigeschossigen Seitenrisalit                                                                               | 12089703 | Weitere Bilder |
| Wilhelminenstraße 19 53° 52′ 3″ N, 8° 42′ 4″ O | Wohnhaus    | Zwei- und dreigeschossiger Massivbau von 1904 Fassaden zum Teil backsteinsichtig, zum Teil verputzt, mit einer straßenseitigen vierachsigen Schmuckfassade | 12089080 | Weitere Bilder |

### Einzelbaudenkmale
| Lage                                                        | Bezeichnung                        | Beschreibung | ID       | Bild           |
| ----------------------------------------------------------- | ---------------------------------- | --- | -------- | -------------- |
| Abendrothstraße 16 53° 51′ 54″ N, 8° 41′ 42″ O              | Schule                             | Dreigeschossiger L-förmiger Backsteinbau von 1927 auf Sockel, mit Mansarddach, mit jeweils drei Giebeln als Dachhäuser, Fassade mit farblich kontrastierenden Steine; erbaut als Berufsschule, seit 1988 Stadtbibliothek, heute Volkshochschule | 12088512 | Weitere Bilder |
| Abendrothstraße 20 53° 51′ 38″ N, 8° 41′ 40″ O              | Schule                             | Dreigeschossiger Backsteinbau von 1907 mit Walmdach, zwei kurzen Seitenflügeln nach Westen, 18-achsige Ostfassade, Mittel- und Eckrisalite, Seitenrisalite, Mittelrisalit überragt von einem Dreiecksgiebel und einem Türmchen mit Haubendach, erbaut als Volksschule für Knaben, heute Grundschule. | 12088499 |                |
| Abendrothstraße 32 53° 51′ 33″ N, 8° 41′ 37″ O              | Wohnhaus                           | Zweigeschossiger Massivbau von 1873 mit Drempel und Satteldach sowie Mittelrisalit | 12090430 |                |
| Altenwalder Chaussee 10–12 53° 51′ 8″ N, 8° 41′ 29″ O       | Heizungshaus                       | 1-gesch. Gebäudeteile aus violettfarbigen Backsteinen, mit hohem achteckigen Backstein-Schornstein mit verschränkt gesetzten Ecksteinen, nördlicher übergiebelter Mittelteil mit Flanken ab Höhe der Fenster durch vorstehende Bänder, Arkadengang aus vier Rundbögen vorgelegt, Fassaden durch Backsteinverzierungen gegliedert, erbaut zwischen 1925 und 1927 als Leichenhalle für das 1927 eingeweihte städtische Krankenhaus, mit Kapelle, auch Desinfektionsanstalt und Räumen für die Heizungsanlage, hoher Originalbestand erhalten; Architekt: Hamburger Oberbaudirektors Fritz Schumacher | 12086432 |                |
| Altenwalder Chaussee 35 53° 51′ 14″ N, 8° 41′ 25″ O         | Wohnhaus                           | Freistehender eingeschossiger Massivbau vom Ende des 19. Jh. | 12090443 |                |
| Alter Deichweg 1 53° 52′ 8″ N, 8° 42′ 17″ O                 | Hotel                              | Zweigeschossiger Massivbau von 1891 mit Drempelgeschoss, in Ecklage, mit Walmdach, turmartigen Erker mit Schieferhelm, Risalit und Balkone | 12086471 |                |
| Alter Deichweg 14 53° 52′ 4″ N, 8° 42′ 11″ O                | Wohn-/Geschäftshaus                | Viergeschossiger Backsteinbau von 1927 mit Satteldach, Ladenzone mit sechs Spitzbögen, Wohngeschosse mit Pilaster, breiter Dacherker mit fünf Öffnungen und flachem Dreiecksgiebel, Architekt: Richard Alberts | 12089392 |                |
| Alter Deichweg 17 53° 52′ 5″ N, 8° 42′ 12″ O                | Wohn-/Geschäftshaus                | Dreigeschossiger Massivbau von 1912 mit Mansarddach, mit dreigeschossigen Erker, mit von Lisenen und Fensterrahmungen, Architekt: Glocke | 12089405 |                |
| Alter Deichweg 21 53° 52′ 6″ N, 8° 42′ 12″ O                | Wohn-/Geschäftshaus                | Zweigeschossiger Massivbau vom Ende des 19. Jh. mit Mansarddach, Fassaden mit mittigem Eingang, halbrundem Balkon, Dachhaus, bauzeitlichen Gauben, reichem Fassadenschmuck und nördlicher leicht zurückversetzter Gebäudeachse | 12089418 |                |
| Alter Deichweg 25 53° 52′ 7″ N, 8° 42′ 16″ O                | Badeanstalt                        | Von der Deichstraße bis zum Alten Deichweg reichendes Gebäude, am Deichweg dreigeschossiger Massivbau mit Schaufassade, an der Deichstraße giebelständiger Massivbau mit Satteldach. Erbaut als städtische Badeanstalt 1907. | 12090768 |                |
| Alter Hafen 53° 52′ 15″ N, 8° 42′ 29″ O                     | Hafenbecken                        | Als ältester befestigter Hafenteil ist der in der Mündung des Ritzebütteler Schleusenpriels angelegte Alte Hafen mit dem Seitenarm des ehemaligen Tonnenhafens zu nennen. Die heutigen Kaianlagen stammen im Wesentlichen aus den Jahren 1913 bis 1938. Nach Süden wird das Hafenbecken durch ein Sturmflutwerk abgeschlossen, im Norden wird es überbrückt durch eine 1954/55 erbaute Klappbrücke. | 12086419 | Weitere Bilder |
| Am Seedeich 5 53° 52′ 13″ N, 8° 42′ 15″ O                   | Einfamilienwohnhaus                | Villa Am Seedeich von 1905 nach Entwurf des Architekten Rudolph Glocke mit vielfältigem Stuck- und Putzdekor | 12088730 |                |
| Am Seedeich 7 53° 52′ 14″ N, 8° 42′ 15″ O                   | Wohnhaus                           | Viergeschossiger Massivbau von 1914 Am Seedeich mit Mansarddach, Architekt: Achmet Steinmetz | 12089431 |                |
| Am Seedeich 26 53° 52′ 21″ N, 8° 42′ 4″ O                   | Hotel                              | Viergeschossiger Massivbau von 1900/01 mit flachem Mansarddach, Fassaden verputzt mit quaderimitierenden Putzlisenen und durchlaufenden Balkonen | 12086445 |                |
| Am Seedeich 27 53° 52′ 21″ N, 8° 42′ 2″ O                   | Krankenhaus                        | Heute Mehrfamilienhaus | 12086744 | BW             |
| Bahnhofstraße 11 53° 51′ 43″ N, 8° 42′ 3″ O                 | Wasserturm                         | 48 Meter hoher kreisrunder Wasserturm von 1897 in Backstein, bis 2004 im Betrieb, heute mit Wohnungen, Behälterkopf mit geschwungenem Zeltdach, Behälter in Hängebodenkonstruktion von 900 m³, Architekt: Paul Hoffmann, | 12088834 | Weitere Bilder |
| Bahnhofstraße 11 53° 51′ 43″ N, 8° 42′ 2″ O                 | Grünanlage                         | Park am Wasserturm mit Teich und Spielplatz | 12086393 | Weitere Bilder |
| Bei der Alten Liebe 53° 52′ 20″ N, 8° 42′ 35″ O             | Ehrenmal                           | Mehrfach gestuftes Monument aus dunklem Backstein, bekrönt von einer aus dem Ersten Weltkrieg stammenden Seemine. Eingefriedet durch niedrige Backsteinpfeiler, dazwischen eine Eisenkette. Errichtet 1935 als Ehrenmal für die Cuxhavener Minensucher; 1947 ergänzt um eine Tafel in Gedenken an gefallene Minensucher der beiden Weltkriege. | 12090898 | Weitere Bilder |
| Bei der Alten Liebe 53° 52′ 23″ N, 8° 42′ 35″ O             | Radarturm                          | Auch als Hafenkontrollturm bezeichnet. Siebengeschossiger, seeseitig halbrunder, zur Landseite rechteckiger Turm mit einem ebenfalls halbrund ausschwingenden Flugdach. Gesamthöhe: 34 Meter. Fensteröffnungen ab dem ersten OG, gleichmäßig übereinander angeordnet. Erbaut als Radarturm zwischen 1958 und 1960 unmittelbar an der Wasserlinie auf hölzernen Pfählen. | 12088343 | Weitere Bilder |
| Bei der Alten Liebe 53° 52′ 20″ N, 8° 42′ 36″ O             | Semaphor                           | Eiserne Gittermastkonstruktion mit Signalarmen. Die Anlage wurde 1883/84 errichtet und 1904 nach einem Sturmschaden erneuert. Den Schiffen wurde Windstärke und Windrichtung der Wetterstationen Borkum und Helgoland angezeigt. | 12088551 | Weitere Bilder |
| Bei der Alten Liebe 53° 52′ 19″ N, 8° 42′ 30″ O             | Leuchtturm                         | Viergeschossiger, 23 Meter hoher Hamburger Leuchtturm von 1803. Zylindrischer Backsteinbau über Granitsockel, mit Umgang und 18-eckiger Laterne unter Kupferhaube (Durchmesser fünf Meter). Erbaut 1802/03 (i) nach Entwurf des dänischen Architekten Axel Bundsen. Abschluss durch ein Konsolgesims von 1875, die äußere Backsteinhaut 1934 (i) erneuert., 1980/1981 elbaufwärts verschoben, Leuchtfeuer seit 2001 außer Betrieb | 12086822 | Weitere Bilder |
| Bei der Alten Liebe 53° 52′ 16″ N, 8° 42′ 23″ O             | Wetterwarte Cuxhaven (Bürogebäude) | Zweigeschossiger Backsteinbau von um 1925 als Wetterwarte mit Beobachtungsturm mit hohem Sockelgeschoss und ziegelgedecktem Walmdach. Symmetrischer Fassadenaufbau mit mittigem Eingang, der über eine Freitreppe erschlossen wird. An der nördlichen Giebelseite ein polygonal gebrochener sechsgeschossiger Turm angesetzt. | 12088717 | Weitere Bilder |
| Burggrabenstraße 4 53° 51′ 38″ N, 8° 41′ 53″ O              | Wohnhaus                           | Viergeschossiger Backsteinbau von 1915 mit Satteldach, symmetrischer Fassade, zwei seitlichen Risaliten mit Dachhäusern, nach Plänen von August Küchenmeister | 12090456 | BW             |
| Catharinenstraße 1 53° 52′ 21″ N, 8° 41′ 44″ O              | Mehrfamilienhaus                   | Zweigeschossiger Massivbau von nach 1892 mit Mansard, Fassade in Backstein mit Bändern in Putzornamentik, großes Bogenfenster im EG | 12088213 | BW             |
| Deichstraße 53° 51′ 47″ N, 8° 41′ 58″ O                     | Segelschiff                        | Der Gaffelschoner Hermine in der Deichstraße war ein Frachtsegler, der im Ostseeraum unterwegs war. Erbaut wurde der Schoner im Jahr 1904 auf der Werft Joachim Behrens in Finkenwerder. | 12086796 | Weitere Bilder |
| Deichstraße 4 53° 51′ 47″ N, 8° 41′ 55″ O                   | Wohnhaus                           | Repräsentatives Einfamilienwohnhaus. Traufständiger zweigeschossiger vollunterkellerter Massivbau mit Mansard-Flachdach in Schieferdeckung. Fassaden verputzt, die Straßenfassade aufgelockert durch einen Erker, darüber eine Dachgaube und im Norden einen zurückspringenden Gebäudeteil: hier der zurückliegende Eingang und ein weiterer Balkon im OG. Aufwändiger Putzdekor. Erbaut 1900 nach Entwurf des Architekten Rudolph Glocke für den Hotelier Roloff Siebers | 12089457 |                |
| Deichstraße 9 53° 51′ 49″ N, 8° 41′ 57″ O                   | Wohn-/Geschäftshaus                | Dreigeschossiger Massivbau mit ungleichmäßigem Satteldach in Schieferdeckung. Straßenfassade symmetrisch aufgebaut: backsteinsichtig mit aufwändigem Putzdekor, mittig ein turmartiger Erker, der über die Traufkante reicht und in einem Zeltdach mit aufgesetzter Laterne unter Glockendach schließt. Erbaut 1899 nach Entwurf des Architekten Rudolph Glocke im Stil des Historismus und in der Formensprache des Eklektizismus auf dem ehemaligen Mühlengrundstück. | 12088924 | Weitere Bilder |
| Deichstraße 10 53° 51′ 50″ N, 8° 41′ 57″ O                  | Wohn- und Geschäftshaus            | Kombinierter Massivbau mit je einem traufständigen zweigeschossigen Teil im Norden an der Deichstraße und im Westen am Schwarzen Weg sowie an der Ecke einem dreigeschossigen turmartigen Bau; mit schiefergedeckten Satteldächern, Turm mit Laternenaufsatz. Fassaden verputzt und zusätzlich mit Putzdekor gestaltet, Erker, Gauben, Balkone und Gesimsbänder sowie Fensterrahmungen beleben die Fassaden darüber hinaus. Erbaut 1894/95 für den Apotheker Voß als Wohn- und Geschäftshaus. Innenausstattung in großen Teilen erhalten.                                                          | 12088937 | Weitere Bilder |
| Deichstraße 13A 53° 51′ 57″ N, 8° 42′ 5″ O                  | Polizeidienstgebäude               | Traufständiger, zweigeschossiger vollunterkellerter Massivbau mit Walmdach in Ziegeldeckung in Ecklage. Hier ein Eckrisalit unter Krüppelwalmdach mit Loggien und dem über eine Treppe erreichbaren Eingang. Fassaden verputzt mit Sandsteingliederungen, Giebel mit einer Rosette und weiteren Terrakotten geschmückt; über hohem Backsteinsockel. Erbaut 1897-1898 als Polizeigebäude. Heute (2020): Wohnungen, Ferienwohnung und Büros | 12088330 |                |
| Deichstraße 20 53° 52′ 0″ N, 8° 42′ 8″ O                    | Kino                               | Das Kino „Gloria“ war hier von 1907 bis 2009 in Betrieb in dem dreigeschossigen Massivbau von 1907 mit ziegelgedecktem Mansarddach und dem eingeschossigem Saalanbau im hinteren Bereich, der 1954 durch einen Neubau ersetzt wurde. Symmetrisch Straßenfassade mit Mittelachse. Architekt: Achmet Steinmetz | 12086575 |                |
| Deichstraße 40 53° 52′ 7″ N, 8° 42′ 16″ O                   | Wohn-/Geschäftshaus                | Giebelständiger zweigeschossiger Massivbau on um 1902 mit Satteldach, Straßenfassade als Schaufassade gestaltet für eine Weinhandlung mit Weinstube | 12088950 |                |
| Elfenweg 15/17 53° 51′ 54″ N, 8° 41′ 36″ O                  | Wohnheim                           | Dreigeschossiger Backsteinbau von 1926/27 mit Mansarddach und Dachhaus, Fassaden mit Gesimsband und Lisenengliederung, zwei Eingangsbereiche, für die „Gemeinnützige Heimgesellschaft Cuxhaven“ als Wohnheim für die in der Fischindustrie tätigen, ledigen Frauen | 12087745 |                |
| Fahrenholzstraße 11 53° 52′ 9″ N, 8° 42′ 13″ O              | Fischräucherei                     | Eingeschossiger Massivbau mit ziegelgedecktem Satteldach vom Ende des 19. Jahrhunderts als Schlachthaus, 1916 umgenutzt als Fischräucherei, Technik erhalten | 12086121 | BW             |
| Friedrich-Carl-Straße 15 53° 51′ 57″ N, 8° 41′ 54″ O        | Wohnhaus                           | Zweigeschossiger Massivbau von 1910 mit einem straßenseitigen Risalit und seitlichem Eingangsbereich mit Treppenhaus, Entwurf des Architekten Rudolph Glocke | 12089989 |                |
| Friedrich-Carl-Straße 15 53° 51′ 57″ N, 8° 41′ 54″ O        | Vorgarten                          | Vorgarten mit bauzeitlicher Einfriedung aus massiven Pfosten, unterbrochen von konkav geschwungenen Mauern und darüber schmiedeeisernen Gittern. | 41019805 | BW             |
| Grodener Chaussee 11 53° 51′ 22″ N, 8° 42′ 24″ O            | Schule                             | Traufständiger zweigeschossiger Backsteinbau unter Mansardwalmdach in Ziegeldeckung mit sehr breitem dreigeschossigem Mittelrisalit unter Walmdach. Symmetrischer Fassadenaufbau mit mittigem Doppel-Eingang und Zwerchhaus mit geschwungenem Ziergiebel. Im Norden Turnhallenanbau. Erbaut 1914/15 als Ritzebütteler Schule, heute Grundschule. | 12088486 | Weitere Bilder |
| Grodener Chaussee 21 53° 51′ 19″ N, 8° 42′ 29″ O            | Villa                              | Das sogenanntes Goldene Haus des Meynschen Anwesens aus dem 19. Jahrhundert wurde 1894 erbaut. Es ist ein verputzter, zweigeschossiger Bau mit einer sechsachsigen, spätklassizistischen Fassade. | 12088743 | Weitere Bilder |
| Große Hardewiek 36 53° 51′ 33″ N, 8° 42′ 5″ O               | Wohnhaus                           | Eingeschossiges Gebäude vom Anfang des 19. Jahrhunderts in Fachwerk und Backstein | 12089535 | BW             |
| Grüner Weg 18 53° 52′ 4″ N, 8° 41′ 58″ O                    | Logenhaus                          | Zweigeschossiger Backsteinbau von 1895 mit Walmdach, Segmentbogenfenster, Lisenengliederung als Domizil der 1895 gegründeten Freimaurer-Loge „Anschar zum Friedenshafen“, vorübergehend ab 1936 Museum für Vor- und Frühgeschichte, 1945/46 bis 2013 wieder Logenhaus | 12086835 | Weitere Bilder |
| Grüner Weg 25 53° 52′ 2″ N, 8° 41′ 57″ O                    | Wohnhaus                           | Zweigeschossiger Massivbau von 1909 mit dreigeschossigem Seitenrisalit | 12089522 |                |
| Grüner Weg 31 53° 52′ 1″ N, 8° 41′ 55″ O                    | Wohnhaus                           | Zweigeschossiger Massivbau von 1901 mit Pultdach mit einer straßenseitigen vierachsigen Schmuckfassade mit vielfältigem Stuckdekor | 12090002 |                |
| Grüner Weg 37 53° 52′ 3″ N, 8° 41′ 55″ O                    | Wohnhaus                           | Eingeschossiger Massivbau von um 1895 mit zweigeschossigem Risalit und schiefergedeckten Satteldächern sowie Schmuckfassade | 12090015 |                |
| Kapitän-Alexander-Straße 35a 53° 52′ 0″ N, 8° 42′ 20″ O     | Magazin                            | Gebäude (Minendepot) von 1896, Teil des Marinestandortes, Fassaden gegliedert durch Lisenen und ein Treppenfries | 12086848 | Weitere Bilder |
| Kapitän-Alexander-Straße 37 53° 52′ 0″ N, 8° 42′ 22″ O      | Magazin                            | Zweigeschossiger Backsteinbau von 1896 als Magazin des Marinearsenals, mit Drempel, Satteldach, Lisenen, und Gesims mit Tropfenfries | 12090950 | Weitere Bilder |
| Kapitän-Alexander-Straße 34 53° 51′ 59″ N, 8° 42′ 23″ O     | Verwaltungsgebäude                 | Zweigeschossiges Gebäude von 1920 für die 1908 gegründete Cuxhavener Hochseefischerei AG, mit Mansarddach und zwei polygonalene Erkern im OG sowie Ladeluken | 12088704 | Weitere Bilder |
| Kapitän-Alexander-Straße 36 – 40 53° 52′ 0″ N, 8° 42′ 24″ O | Werkstatt                          | Eingeschossiger Backsteinbau von 1920 mit Drempel und Satteldach, offenes Dachwerk und Teilunterkellerung im nördlichen Bereich, bis 1967 in ursprünglicher Nutzung. | 44377870 | Weitere Bilder |
| Kirchenpauerstraße 14 53° 52′ 9″ N, 8° 41′ 49″ O            | Schule                             | Dreigeschossiges Eckgebäude, backsteinsichtig mit Putz- und Stuckornamentik, erbaut 1906 als Elektrotechnik des Kaiserlichen Marine-Artillerie-Depots | 12088460 | Weitere Bilder |
| Lentzstraße/Woltmannstraße 53° 52′ 5″ N, 8° 42′ 48″ O       | Hafenbahnhof und HAPAG Hallen      | Backsteinbau von 1902 in abwechslungsreicher Gruppierung; Fassaden mit Rundbogenfenstern, Säulengliederungen, Backsteinziersetzungen, im Zentrum Uhrenturm sowie Empfangsraum und ein Restaurant mit Laternenaufsatz, angegliedert: Wohnhaus, Verwaltungstrakt, Bahnsteig mit Überdachung und Zollabfertigungshalle; Architekt Georg Thielen, Bauleitung Otto Stockhausen | 12093499 | Weitere Bilder |
| Leuchtturmweg 3 53° 52′ 17″ N, 8° 42′ 26″ O                 | Verwaltungsgebäude                 | Dreigeschossiger Reedereigebäude von 1923 mit Walmdach und viergeschossigem Rundturm, Architekt Otto Hoyer | 12088369 |                |
| Leuchtturmweg 5 53° 52′ 18″ N, 8° 42′ 28″ O                 | Verwaltungsgebäude                 | Zweigeschossiger Backsteinbau von 1924 mit Walmdach und symmetrischen Fassaden, rückwärtig turmähnlicher dreigeschossiger Erker mit Aussichtsplattform,. erbaut als Lotsenwachthaus, Architekt: Otto Hoyer, | 12088691 | Weitere Bilder |
| Marienstraße 50 53° 52′ 20″ N, 8° 41′ 51″ O                 | Gaststätte                         | Freistehender zweigeschossiger Massivbau vom Ende des 19. Jh. für J. Albert Fick, mit Mansarddach, aufwändigem Fassadenschmuck und variierenden, geschweiften Fenstergiebeln; dreigeschossigen runden Turm, Eingang mit zwei Säulen, Balkon im OG betont durch eine lisenengerahmte Nische und eine darüber liegende Lukarne, seit 1951 in kirchlichem Eigentum | 12086225 |                |
| Marktplatz 53° 51′ 26″ N, 8° 42′ 3″ O                       | Kirche                             | Klassizistische Saalkirche aus Backstein mit gleichmäßiger rundbogiger Durchfensterung und ziegelgedecktem Satteldach, nach Osten mit Walm, hierunter ein Ostportal mit Pilasterrahmung. Das Innere durch hohe kantonierte Pfeiler in drei Schiffe geteilt, über dem mittleren eine Segmentbogentonne, in den Seitenschiffen hochsitzende Emporen. Im Westen eine Altarnische mit eingebauter Kanzel. Erbaut 1816–19 nach Entwurf von Axel Bundsen. Hoher Backsteinturm mit schiefergedecktem Helm und Strebepfeiler 1883–85 ergänzt.                                                              | 12086640 | Weitere Bilder |
| Marktplatz 5 53° 51′ 29″ N, 8° 42′ 7″ O                     | Einfamilienhaus                    | Giebelständiger eingeschossiger Backsteinbau, unter Satteldach. Fassade symmetrisch und fünfachsig, verputzt mit Stuckierungen. Erbaut zweite Hälfte 19. Jh. | 12090924 | BW             |
| Marktplatz 8 53° 51′ 28″ N, 8° 42′ 4″ O                     | Gasthof                            | Eingeschossiger Backsteinbau vom Anfang 19. Jh., mit Satteldach und Dachhaus in Fachwerk, Anbau nach Norden von 1965 | 12086238 | BW             |
| Mittelstraße 6 53° 51′ 58″ N, 8° 41′ 59″ O                  | Wohnhaus                           | Zweigeschossiger Massivbau von 1900 in Ecklage, mit Walmdach, mit Stuckdekor, eingeschossiger wintergartenähnlicher Anbau mit Balkon und Eingangsanbau. | 12089872 | BW             |
| Neue Reihe 18 53° 52′ 15″ N, 8° 42′ 8″ O                    | Wohnhaus                           | Zweigeschossiger Massivbau von 1902 mit Pultdach, gegliedert durch Lisenen, Gesimse, Fensterrahmungen mit aufwändigem Stuck, farbig gefassten Schmuckband und Balkon | 12089444 | BW             |
| Neue Reihe 31 53° 52′ 20″ N, 8° 42′ 0″ O                    | Mehrfamilienhaus                   | Zweigeschossiger Massivbau von 1897 mit Mansarddach, Fassaden verputzt, | 12086939 | BW             |
| Neufelder Straße 12 53° 51′ 40″ N, 8° 42′ 24″ O             | Fischversandbahnhof Cuxhaven       | Langgestreckter Backsteinbau von 1935 mit Satteldach und gleichmäßigen schmalen und hohen Fensterbändern und mit hölzernen Sprengwerken, im Winkel dazu ein eingeschossiger Gebäudeteil | 12086134 | BW             |
| Nordseekai 53° 52′ 1″ N, 8° 42′ 26″ O                       | Alter Fischereihafen               | Als südliche Verlängerung des Alten Fischereihafens zwischen 1919 und 1922 geschaffenes Hafenbecken; 650 m lang, allseitig von Betonkaimauern umgeben. | 12090716 |                |
| Poststraße 20 - 24, Bauhof 1 53° 51′ 56″ N, 8° 41′ 45″ O    | Wohn- und Geschäftshaus            | Viergeschossiger Backsteinbau von 1928/29 mit Satteldach, mit abschließendem sechsgeschossigem Kopfbau mit flachem Dach, Fassaden gleichmäßig durchfenstert, bauzeitlich Ladeneinbauten, übermannsgroße Figur vom Bildhauer Richard Kuöhl, Architekt Richard Alberts, Bauherr Bauhütte Cuxhaven | 12089067 |                |
| Poststraße 37 53° 51′ 55″ N, 8° 41′ 44″ O                   | Mehrfamilienhaus                   | Viergeschossiger Massivbau von 1911 mit Satteldach; symmetrische markante Fassade mit kolossalen Lisenengliederung | 12087511 |                |
| Ritzebüttler Schleusenpriel 53° 51′ 47″ N, 8° 42′ 2″ O      | Sielhafen                          | Südliche Fortsetzung des Hafenbeckens, einst bis zum alten Stadtkern reichender Wasserweg, seit dem 18. Jahrhundert durch wasserbautechnische Maßnahmen reguliert heute Vorfluter der Stadt und Parkanlage mit See | 12088382 | Weitere Bilder |
| Schillerstraße 7 53° 52′ 7″ N, 8° 42′ 10″ O                 | Wohn-/Geschäftshaus                | Dreigeschossiger Massivbau von 1908 mit Mansarddach und viergeschossigem Seitenrisalit, Architekt: J. Wendt | 12089340 | Weitere Bilder |
| Schillerstraße 10 53° 52′ 8″ N, 8° 42′ 10″ O                | Wohn-/Geschäftshaus                | Dreigeschossiger Massivbau in Ecklage von 1906 mit Walmdach und Betonung der Ecke durch einen Rundturm, Architekt: A. Küchenmeister | 12089353 | Weitere Bilder |
| Schillerstraße 17 53° 52′ 9″ N, 8° 42′ 8″ O                 | Wohnhaus                           | Zweigeschossiger Massivbau von um 1840 mit Satteldach und mittiger, geschossübergreifende Rundbogennisch | 12090105 |                |
| Schillerstraße 34 53° 52′ 11″ N, 8° 42′ 4″ O                | Wohn-/Geschäftshaus                | Dreigeschossiger Massivbau VON 1907; Straßenseitige Schmuckfassade; Architekte A. Küchenmeister | 12089093 |                |
| Schillerstraße 47 53° 52′ 13″ N, 8° 41′ 59″ O               | Wohn-/Geschäftshaus                | Dreigeschossiger Massivbau in Ecklage von 1906/07, mit Mansard, Ecke betont, Architekt: John Polack. | 12089106 |                |
| Schulstraße 18 53° 51′ 45″ N, 8° 41′ 31″ O                  | Schule                             | Das Gebäude entstand 1929 nach Entwurf des Hamburger Oberbaudirektors Fritz Schumacher als Lyzeum Cuxhaven (seit 1986: Lichtenberg-Gymnasium Cuxhaven). Eingeweiht wurde die Schule am 14. Mai 1930. Es war einer der ersten Schulbauten Schumachers. Es ist ein verklinkerter Bau aus einzelnen Kuben, die es ermöglichten, Fachräume, Klassenräume und Aulen kostengünstig zu erstellen. Im Inneren befindet sich ein Trinkbrunnen von Albert Woebcke. | 12088473 | Weitere Bilder |
| Steubenhöft 53° 52′ 9″ N, 8° 42′ 56″ O                      | Empfangsgebäude                    | Empfangsgebäude von 1952 erbaut, ersetzte hölzerne Vorgängerbauten, 120 Meter langer Terrassenbau auf Stahlbetonstützen mit Glasflächen, im ersten OG Landebühne, im zweiten OG Restaurant und Aussichtsplattform. | 12090963 | Weitere Bilder |
| Strichweg 5b 53° 52′ 27″ N, 8° 41′ 42″ O                    | Kirche                             | Kath. Kirche von 1900, als Garnisonkirche St. Michael gebaut, 1924 erhielt sie das Herz-Jesu-Patrozinium Backsteinbau mit rechteckigem Kirchenschiff und polygonalem Ostchor; Westturm von Treppentürmen flankiert, Schiff gegliedert durch abgetreppte Strebepfeiler, Spitzbogenfries, zweibahnige Spitzbogenfenster, kreuzrippengewölbten Innenraum, westliche hölzerne Empore, schlichte Innenausstattung. | 12086666 | Weitere Bilder |
| Südersteinstraße 53° 51′ 22″ N, 8° 42′ 12″ O                | Friedhof                           | | 12086212 | BW             |
| Südersteinstraße 38 53° 51′ 29″ N, 8° 42′ 3″ O              | Wohn-/Geschäftshaus                | Großer eingeschossiger Fachwerkbau von um 1780 mit hohem Mansarddach für den Kaufmann Johann Reye | 12088976 | Weitere Bilder |
| Südersteinstraße 42 53° 51′ 29″ N, 8° 42′ 1″ O              | Wohn-/Geschäftshaus                | Zweigeschossiger Backsteinbau von 1898 mit Seitenrisalit, seitlichen Treppenhaus, Fassaden gestaltet mit reichem Putzdekor, Architekt: Rudolph Glocke | 12088989 | Weitere Bilder |
| Südersteinstraße 94 53° 51′ 33″ N, 8° 41′ 39″ O             | Wohn-/Geschäftshaus                | Zweigeschossiger Massivbau von um 1870 mit ziegelgedecktem Walmdächern mit Mittelrisalit, polygonalem Erker und Balkon | 12089119 | Weitere Bilder |
| Westerreihe 53° 51′ 28″ N, 8° 41′ 39″ O                     | Krähenhofbrücke                    | Balkenbrücke in Betonverbundkonstruktion von 1909 mit Doppel-T-Profilträger, Widerlager aus Beton. Brüstung aus Backsteinmauerwerk , Pflasterung in Betonverbundstein | 12086783 | BW             |
| Westerreihe 18 53° 51′ 30″ N, 8° 41′ 47″ O                  | Wohnhaus                           | Eingeschossiger Massivbau mit ausgebautem Drempelgeschoss und ziegelgedecktem Satteldachhaus der zweiten Hälfte des 19. Jh. | 12089612 | BW             |
| Wilhelminenstraße 14 53° 52′ 0″ N, 8° 42′ 3″ O              | Wohnhaus                           | Zweigeschossiger Massivbau in Ecklage aus dem letztes Jahrzehnt des 19. Jh. mit Walmdach, Fassaden mit Rundbogenfenstern und aufwändigem Schmuck | 12089664 |                |
| Wilhelminenstraße 14 53° 52′ 1″ N, 8° 42′ 3″ O              | Einfriedung                        | | 41021057 | BW             |
| Zollkaje und Fährstraße 53° 52′ 6″ N, 8° 42′ 26″ O          | Klappbrücke                        | Stahlkonstruktion mit angehängter Fahrbahn, mittlere der drei stählernen Fahrbahnplatten wird mit eines Elektromotors in eine senkrechte Position gebracht, erbaut 1954/55 anstelle einer Drehbrücke von 1903. | 12086718 | Weitere Bilder |

## Ehemalige Baudenkmale
| Lage                                            | Bezeichnung             | Beschreibung | ID | Bild           |
| ----------------------------------------------- | ----------------------- | --- | -- | -------------- |
| Am Alten Hafen 5 53° 52′ 12″ N, 8° 42′ 21″ O    | Haus Continental        | 4-gesch. historisierendes Hotel von 1886, Sanierung von 2007/08 |    |                |
| Bei der Alten Liebe 53° 52′ 18″ N, 8° 42′ 42″ O | Feuerschiff Elbe 1      | Das Feuerschiff Bürgermeister O’Swald II war das letzte bemannte Feuerschiff auf der Position Elbe 1. Erbaut wurde es ab 1939 auf der Werft Jos. L. Meyer in Papenburg. In Dienst war es vom 7. November 1948 bis zum 22. April 1988. |    |                |
| Alter Deichweg 3 53° 52′ 8″ N, 8° 42′ 14″ O     | Wohnhaus                | |    |                |
| Catharinenstraße 22 53° 52′ 13″ N, 8° 41′ 39″ O | Wohnhaus                | |    | BW             |
| Catharinenstraße 26 53° 52′ 11″ N, 8° 41′ 37″ O | Wohnhaus                | |    | BW             |
| Catharinenstraße 27 53° 52′ 10″ N, 8° 41′ 37″ O | Wohnhaus                | |    | BW             |
| Deichstraße 12 53° 51′ 51″ N, 8° 41′ 59″ O      | Dienst- und Wohngebäude | Das Dienst- und Wohngebäude Deichstraße 12 ist ein zweigeschossiges neoklassizistisches Gebäude von 1840 des ehemaligen Lotsenkommandeurs; Denkmalschutz 2018 aufgehoben, stattdessen Erhaltungssatzung von 2019                      |    |                |
| Große Hardewiek 35 53° 51′ 33″ N, 8° 42′ 4″ O   | Wohnhaus                | Das Wohnhaus in der Große Hardewiek 35 stammt aus dem frühen 19. Jahrhundert. |    | BW             |
| Grüner Weg 42 53° 52′ 7″ N, 8° 41′ 55″ O        | Rathaus                 | Das Rathaus Cuxhaven ist von 1917, Erweiterungsbau von 1931, Anbau von 1939, Neubau von 2006 |    | Weitere Bilder |
| Kasernenstraße 8 53° 52′ 21″ N, 8° 41′ 54″ O    | Arrestgebäude           | Das Arrestgebäude Cuxhaven ist ein zweigeschossiges verputztes Gebäude von vor 1914, als Büchsenmacherei gebaut |    |                |
| Marienstraße 36 53° 52′ 20″ N, 8° 41′ 51″ O     | Wirtschaftsgebäude      | |    | BW             |
| Schillerstraße 42 53° 52′ 13″ N, 8° 42′ 2″ O    | Wohnhaus                | |    | BW             |